# Attentat auf John F. Kennedy

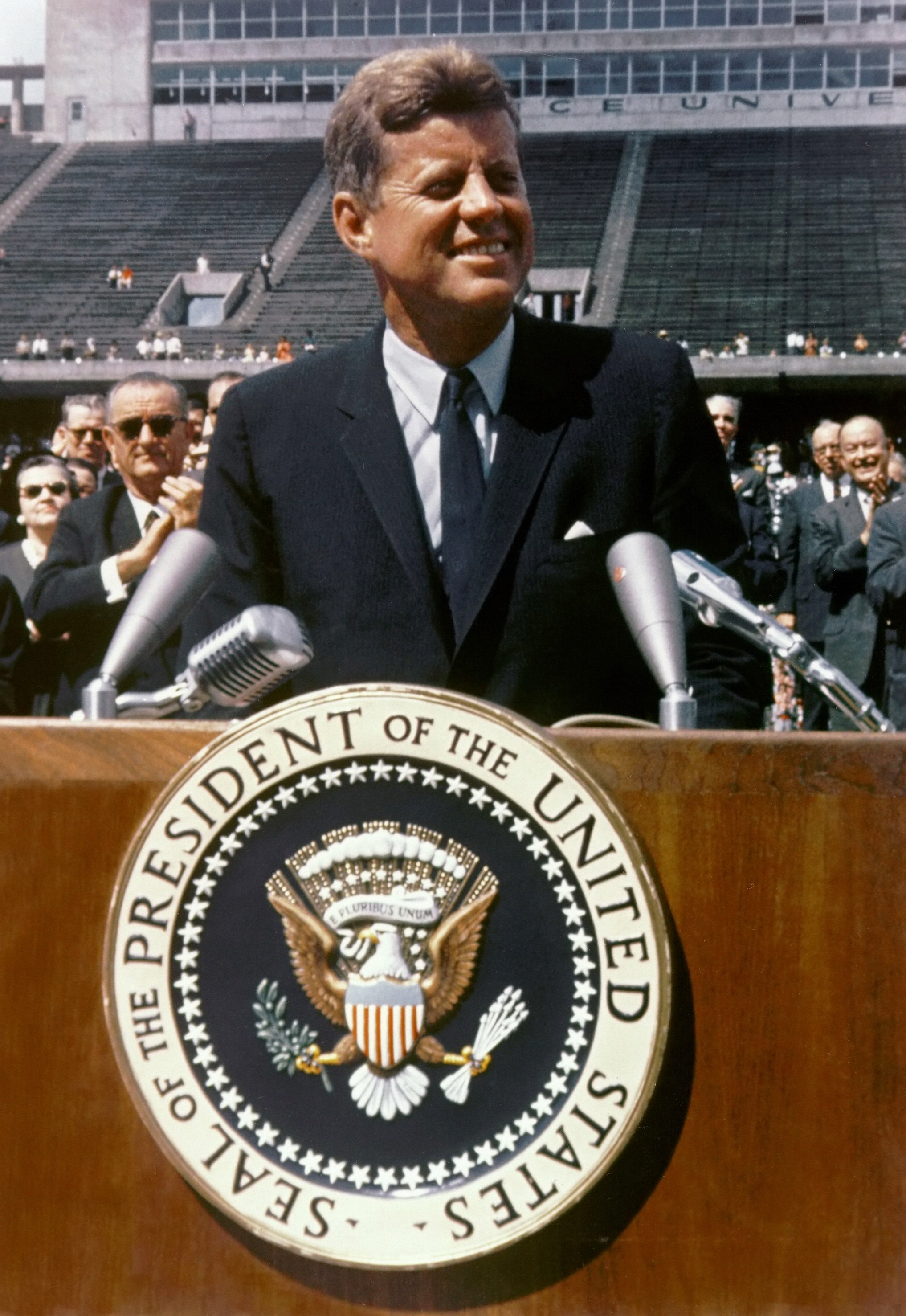
Präsident John F. Kennedy (1962)

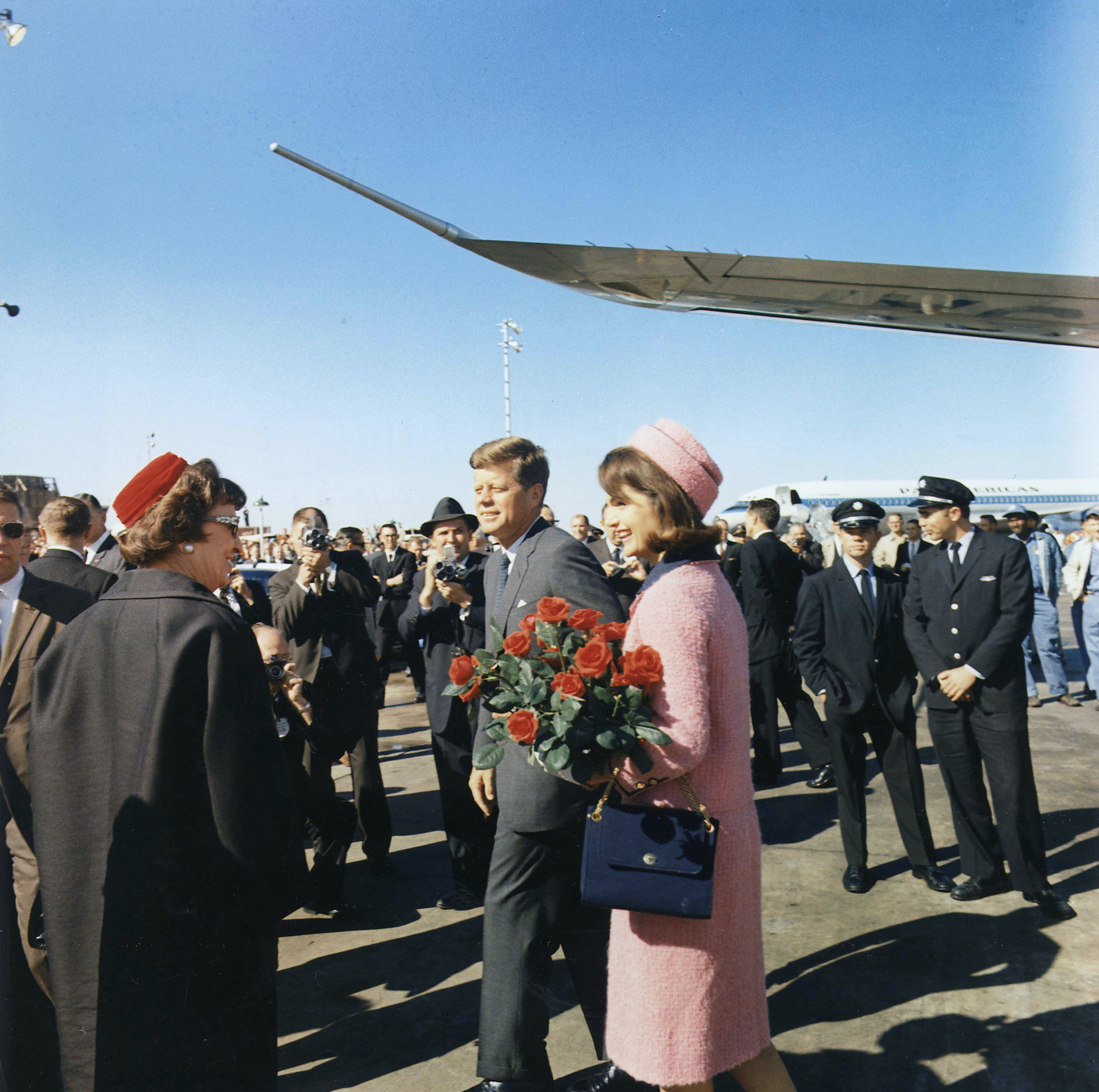
Präsident Kennedy mit Ehefrau Jackie nach der Landung aus Fort Worth auf dem Rollfeld von Dallas Love Field (1963)

Bei dem Attentat auf John F. Kennedy kam der 35. Präsident der Vereinigten Staaten von Amerika am 22. November 1963 in Dallas durch zwei Gewehrschüsse ums Leben. Als Tatverdächtiger wurde Lee Harvey Oswald (1939–1963) verhaftet, der zwei Tage später in Polizeigewahrsam von dem Nachtclubbesitzer Jack Ruby (1911–1967) getötet wurde.
Die von Kennedys Nachfolger Lyndon B. Johnson eingesetzte Warren-Kommission kam zu dem Ergebnis, Oswald sei der alleinige Täter gewesen. Ein später einberufener Untersuchungsausschuss des Repräsentantenhauses (HSCA) stellte dagegen fest, es habe wahrscheinlich mehrere Täter gegeben. Eindeutige forensische Beweise dafür gibt es nicht, vielmehr haben neuere Untersuchungen des verfügbaren Materials die Einzeltäterthese erhärtet. Die Frage wird allerdings bis heute kontrovers diskutiert. 
Das Attentat polarisierte die Öffentlichkeit nachhaltig: Die Mehrheit der Amerikaner geht davon aus, dass Kennedy Opfer einer Verschwörung wurde; nach wie vor werden einige Verschwörungstheorien in Betracht gezogen. Historiker vertreten überwiegend die These der Einzeltäterschaft Oswalds. Die Aufklärung des Mordfalls wurde von Anfang an von Pannen, Versäumnissen und Fehlern der Ermittlungsbehörden, Ärzte und Untersuchungskommissionen beeinträchtigt.

## Die Ereignisse in Dallas

### Kennedys Reise durch Texas

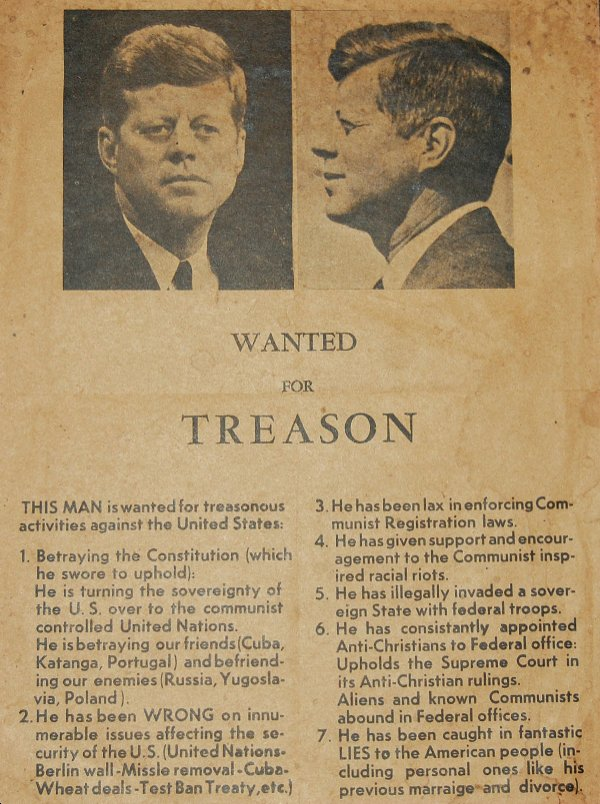
Das Flugblatt in Form eines Steckbriefs

Kennedys Texas-Reise, die ihn nach San Antonio, Houston, Fort Worth und Dallas führen sollte, war im September 1963 angekündigt worden. Der Präsident verfolgte mit dieser Reise drei Ziele:
- Stimmung für seine Wiederwahl 1964 zu machen,
- Spenden für den Präsidentschaftswahlkampf zu sammeln und
- den Streit innerhalb der Demokratischen Partei von Texas zu schlichten, der zwischen den Konservativen um Gouverneur John Connally und den Liberalen um Senator Ralph Yarborough immer noch tobte. Schon bei der Präsidentschaftswahl drei Jahre zuvor hatte diese Kontroverse – neben Kennedys klarem Bekenntnis zur Gleichberechtigung der Afroamerikaner – dazu beigetragen, dass er in dem Staat nur eine äußerst knappe Mehrheit erreichte, obwohl der als Vizepräsident nominierte Lyndon B. Johnson aus Texas stammte.

Der Präsident wurde von seiner Frau Jackie Kennedy begleitet, die bis dahin nie auf eine Wahlkampfreise mitgekommen war. Auch wegen ihrer Anwesenheit war die Stimmung der Bevölkerung sehr herzlich, als das Präsidentenpaar im offenen Wagen durch San Antonio und Houston fuhr. Die Öffentlichkeit in Dallas, einer Stadt, die als „Brutstätte rechtsgerichteten Konservatismus“ bekannt war, stand dem Besuch des Präsidenten aber skeptisch gegenüber.
Ein Verband, der sich „Ermittlungsausschuss frei und amerikanisch denkender Bürger“ nannte, schaltete am Tag seines Besuchs eine Anzeige, in der Kennedy unter anderem vorgeworfen wurde, er hätte „die Monroe-Doktrin zugunsten des ‚Geistes von Moskau‘ verschrottet“. Damit wurde auf die Kuba-Politik des Präsidenten angespielt, die nach dem Debakel in der Schweinebucht und der Kubakrise, in der der Dritte Weltkrieg nur knapp hatte vermieden werden können, deutlich vorsichtiger geworden war. Auch kursierte ein Flugblatt in Form eines Steckbriefs, auf dem Kennedy wegen Hochverrats gesucht wurde.
Anlass zu Besorgnis gab obendrein, dass Adlai Stevenson, US-Botschafter bei den Vereinten Nationen (UNO), am 24. Oktober im Dallas Memorial Auditorium von wütenden Demonstranten bespuckt und mit Protestschildern geschlagen worden war. Am Tag zuvor hatte der rechtsradikale General Edwin Walker, Mitglied der John Birch Society, am selben Ort Kennedy und Stevenson vorgeworfen, sie planten, die Souveränität der Vereinigten Staaten an die UNO zu übergeben, die in Wahrheit eine kommunistische Verschwörung sei. Am 18. November 1963 hatte zudem ein geplanter Autokorso Kennedys durch Miami abgesagt werden müssen, da der Polizei Attentatspläne bekannt geworden waren.
Dennoch waren die Sicherheitsvorkehrungen am Ende unzureichend: Für den Schutz des Präsidenten waren 350 Polizisten der Stadt Dallas abgestellt worden – ein Drittel ihrer Gesamtstärke –, außerdem vierzig Angehörige der Staatspolizei und fünfzehn Deputy Sheriffs aus Dallas County. Außerdem waren 28 Secret-Service-Agenten zum Schutz des Präsidenten nach Dallas gekommen, von denen aber nur zwölf die Autokolonne begleiteten, in der Kennedy vorbei an 200.000 Schaulustigen vom Flughafen Dallas Love Field zum Dallas Trade Mart fahren wollte. Dort wollte er eine Rede halten, in der er sich zur Fortsetzung des militärischen Engagements der USA in Südostasien bekennen wollte. Anders als in Tampa, das Kennedy wenige Tage zuvor besucht hatte, wurden die Dächer entlang der Strecke nicht gesichert.
Kennedy fuhr in einem 1961er Lincoln Continental X-100 mit offenem Verdeck; Amtslimousinen mit kugelsicherem Dach gab es noch nicht. Auch fuhren keine Secret-Service-Agenten auf der Stoßstange mit, was den Präsidenten vielleicht hätte retten können. Der Politikwissenschaftler Larry J. Sabato führt das übergroße Gefühl der Sicherheit, das bei Kennedy und seiner Umgebung vorherrschte, zum einen auf dessen Risikofreude zurück, zum anderen darauf, dass, seit 1901 dem Secret Service der Personenschutz des Präsidenten übertragen worden war, kein Attentat geglückt war. Kennedy selbst sah die Gefahr eines Anschlags, blieb aber gelassen. Sein Assistent Kenneth O’Donnell erinnerte sich später an seine fatalistischen Worte:

„Wenn jemand wirklich den Präsidenten der Vereinigten Staaten erschießen wollte, wäre das keine schwierige Arbeit: Man müsste nur eines Tages mit einem Gewehr mit Zielfernrohr auf ein hohes Gebäude hinauf, niemand könnte etwas gegen einen solchen Anschlag unternehmen.“

### Das Attentat auf den Präsidenten

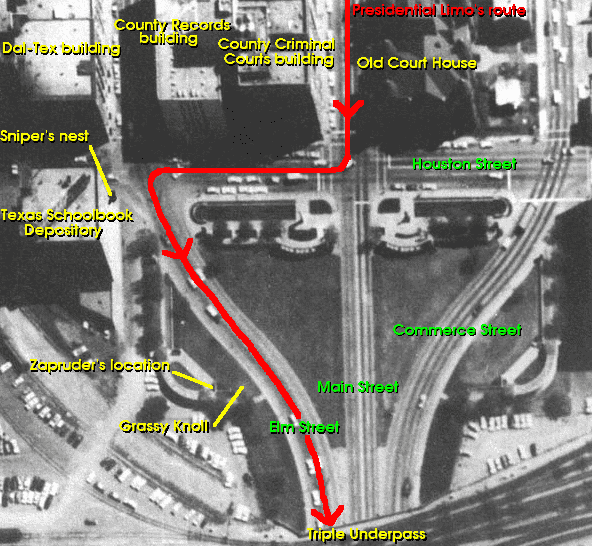
Luftaufnahme der Dealey Plaza mit dem Fahrtweg der Präsidentenlimousine

Mit Kennedy im Wagen saßen seine Frau Jackie, Gouverneur John Connally, dessen Frau Nellie Connally sowie der Fahrer William Greer und ein Leibwächter, beide vom Secret Service. Als die Autokolonne nur noch knapp vier Kilometer vom Veranstaltungsort entfernt war, fuhr sie auf der Houston Street, die den Gebäudekomplex der Dealey Plaza nach Westen begrenzt, auf das Schulbuchdepot des Staates Texas zu. Hier bogen die Wagen in einer 120°-Kurve in westlicher Richtung in die Elm Street ein.
Etwa auf halber Höhe zwischen dem Schulbuchdepot und einem hinter einem Bretterzaun gelegenen Grashügel stand Abraham Zapruder, ein Amateurfilmer, und filmte den vorbeifahrenden Wagen des Präsidenten auf Normal-8-mm-Farbfilm. Kurz zuvor hatte sich die Frau von Gouverneur Connally angesichts der vielen freundlich winkenden Menschen am Straßenrand an den hinter ihr sitzenden Präsidenten mit den Worten gewandt: „Mr. President, man kann nicht sagen, dass Dallas Sie nicht liebt“, und Kennedy hatte zugestimmt: „Nein, das kann man ganz sicher nicht sagen.“ Das waren seine letzten Worte.
Kurz darauf fielen um 12:30 Uhr drei Gewehrschüsse. Nach der später so genannten Single-Bullet-Theorie der Warren-Kommission ging der erste Schuss fehl, die zweite Kugel durchschlug Kennedys Hals sowie Connallys Brust und Handgelenk und verletzte diesen am Oberschenkel. Connally sank auf den Schoß seiner neben ihm sitzenden Frau, die ihn an sich drückte und so den Kollaps seiner Lunge verhinderte. Da Kennedy aus gesundheitlichen Gründen ein Korsett trug, blieb er in aufrechter Haltung sitzen, sodass ihn der dritte Schuss in den Kopf traf, dessen rechte Hälfte aufplatzte.
Jackie Kennedy kletterte auf das Heck der Limousine und sammelte etwas von der Hirnmasse ihres Mannes auf, die dorthin gespritzt war. Der Secret-Service-Mann Clint Hill, der inzwischen auf den Wagen aufgesprungen war, drängte sie in ihren Sitz zurück. Der Fahrer, der nach dem zweiten Schuss abgebremst hatte, um sich nach dem Präsidenten umzusehen, beschleunigte nun den Wagen zur Flucht. Mehrere Augenzeugen sahen den Gewehrlauf aus einem Fenster des fünften Stocks des Schulbuchlagers ragen. Die Entfernung zwischen Gewehr und dem Präsidenten betrug beim zweiten Schuss rund 58 Meter, beim dritten knapp 81.
Kennedy wurde um 12:35 Uhr in die Notaufnahme des Parkland Memorial Hospital gebracht, wo sich 14 Ärzte um ihn bemühten. Seine Hautfarbe war aschfahl bis bläulich-weiß, die Augen reagierten nicht mehr auf Lichtreize, das Herz schlug aber noch. Nachdem er entkleidet und intubiert worden war, bemerkten die Ärzte eine kleine Schusswunde unterhalb des Adamsapfels, durch die er Sauerstoff verlor. Daher wurde eine Tracheotomie vorgenommen. Eine Herzdruckmassage blieb wirkungslos und führte nur dazu, dass große Mengen Blut und auch Hirnmasse aus der klaffenden Kopfwunde verlorengingen. Eine genauere Untersuchung der Wunde fand nicht mehr statt. Kennedy war wahrscheinlich bereits bei der Einlieferung hirntot gewesen. Gegen 13 Uhr unterzeichnete der Arzt Kemp Clark den Totenschein. Kurz darauf traf ein katholischer Priester ein und spendete ihm die Sterbesakramente.
In einer improvisierten Pressekonferenz im Krankenhaus gab Pressesprecher Malcolm Kilduff den Tod des Präsidenten bekannt. Die Ärzte Malcom Perry und Clark beschrieben die Verletzungen des Präsidenten, wobei sie die Wunde vorne am Hals als Eintrittswunde und die klaffende Kopfverletzung als Austrittswunde beschrieben. Eine Einschussstelle am Kopf hätten sie nicht festgestellt.
Nach texanischem Recht hätte der Leichnam in Dallas bleiben müssen, um vom zuständigen Friedensrichter untersucht zu werden. Secret-Service-Agenten setzten jedoch durch, dass er an Bord der Air Force One geschafft und zur Obduktion ins Bethesda Naval Hospital bei Washington geflogen wurde. Vor dem Start legte Lyndon B. Johnson an Bord des Flugzeugs den Amtseid als 36. Präsident der Vereinigten Staaten ab.
Im Bethesda Naval Hospital obduzierten drei Ärzte von 20 bis vier Uhr Kennedys Leichnam. Der Bruder des Präsidenten, Justizminister Robert F. Kennedy, und Jackie Kennedy waren im Krankenhaus anwesend und drängten auf einen raschen Abschluss. Aus diesem Grund unterblieben mehrere Standardprozeduren wie eine Kopfrasur zur Freilegung der tödlichen Wunde oder ein Vergleich der Einschusslöcher in Körper und Kleidung, denn diese war in Dallas geblieben. Auch ein Abgleich der Ergebnisse mit denen des Parkland Hospital fand nicht statt: Da sie nicht wussten, dass die Tracheotomie die zweite Wunde beim Halsdurchschuss verdeckt hatte, röntgten die Ärzte im Bethesda den Leichnam, da sie einen Steckschuss vermuteten. Im Unterschied zu den Ärzten in Dallas kamen sie zu dem Schluss, dass die beiden Schüsse Kennedy von hinten getroffen hatten, und fanden auch die Einschusslöcher an Kennedys Hals und Kopf. Am 25. November 1963 wurde John F. Kennedy mit einem Staatsbegräbnis auf dem Nationalfriedhof Arlington beigesetzt.

### Die Verhaftung Oswalds
Unmittelbar nach den Schüssen stürmten die zahlreich anwesenden Sicherheitskräfte zu dem Schulbuchlager. Einige rannten auch in die entgegengesetzte Richtung zu dem Grashügel, weil sie glaubten, die Schüsse seien von dort gekommen. Sie überstiegen den Zaun und suchten auf dem dahinter liegenden Parkplatz und dem Eisenbahngelände nach möglichen Schützen. Man fand drei Landstreicher in einem Güterwaggon, die festgenommen, nach drei Tagen aber wieder freigelassen wurden. Da das Gelände ansonsten keine Möglichkeit bot, sich zu verstecken, stellte man die Suche bald ein. In der Kantine des Schulbuchlagers wurde Lee Harvey Oswald, ein 24-jähriger Gelegenheitsarbeiter, der seit dem 15. Oktober 1963 im Schulbuchlager jobbte, von einem Polizisten kontrolliert. Sein Vorgesetzter Roy Truly bezeugte, dass er zur Belegschaft gehörte, und so konnte er das Gebäude verlassen, bevor es von den Sicherheitskräften abgeriegelt wurde. Er lief mehrere Blocks zu Fuß, fuhr dann mit einem Omnibus, der wegen des durch die Ereignisse bedingten Verkehrsstaus nicht vorankam, und wechselte in ein Taxi, das ihn in der Nähe seines Wohnsitzes in Oak Cliff, einem Wohngebiet von Dallas, absetzte. Gegen 13 Uhr kam Oswald in seiner Wohnung an.
Wenige Minuten nach dem Mord gab die Polizei eine Personenbeschreibung des mutmaßlichen Attentäters durch, der von mehreren Zeugen am Fenster des Schulbuchlagers gesehen worden war. Gegen 13:15 Uhr sah der Polizist J. D. Tippit Oswald, der seine Wohnung wieder verlassen hatte und nun zu Fuß unterwegs war, und hielt ihn an. Nach einem kurzen Wortwechsel tötete Oswald den Polizisten mit vier Schüssen aus einem Revolver der Firma Smith & Wesson, Kaliber 38, und floh. Die Polizei stellte ihn in einem Kino und nahm ihn fest. Weil er sich widersetzte, kam es zu einer Rangelei, bei der ein Polizist an der Hand und Oswald im Gesicht verletzt wurde. Vor dem Kino hatte sich ein wütender Mob von über hundert Menschen versammelt, die Oswald lynchen wollten, in der irrigen Annahme, die Polizei habe ihn wegen des Kennedy-Attentats und nicht wegen des Mordes an Tippit festgenommen.

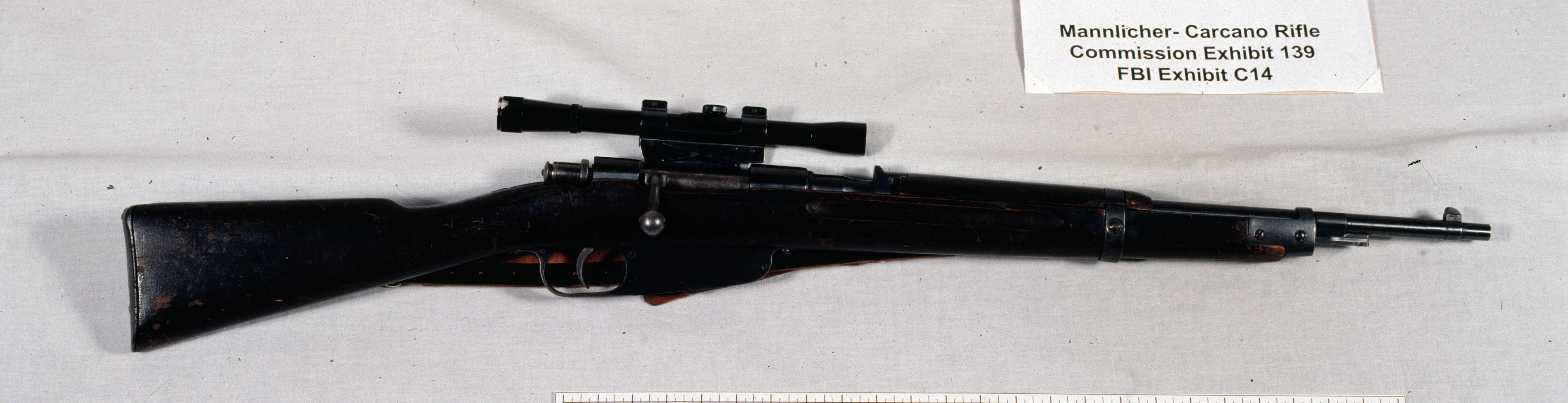
Das Gewehr vom Modell Mannlicher-Carcano, das im Schulbuchdepot gefunden wurde

In der Zwischenzeit hatte die Polizei das Schulbuchdepot durchsucht. Im fünften Stock fand sie hinter Stapeln aus Buchkisten an einem Fenster ein Repetiergewehr mit Zielfernrohr, das von den Sicherheitskräften zunächst als eine Mauser beschrieben wurde. Später wurde erkannt, dass es sich um ein italienisches Fabrikat vom Modell Mannlicher-Carcano aus der Zeit des Zweiten Weltkriegs handelte. Daneben lagen drei leere Patronenhülsen. Ein Handabdruck Oswalds auf der Waffe konnte nachgewiesen werden, auch stimmten die Spuren am Projektil, das Connallys Oberschenkel verletzt hatte, mit dem Profil des Gewehrlaufs überein. Das Gewehr und den Revolver hatte Oswald in den Monaten zuvor unter dem falschen Namen Alek Hidell auf Postfächer in New Orleans und Dallas bestellt.
Oswald wurde vom FBI und der Polizei von Dallas in deren Hauptquartier unter insgesamt chaotischen Umständen vernommen: Reguläre Protokolle wurden nicht angefertigt, außerdem hatte die Presse weitgehend freien Zutritt ins Polizeigebäude. Polizeichef Jesse Curry wollte damit Gerüchten entgegentreten, Oswald werde im Polizeigewahrsam misshandelt. Nicht nur die Beamten, auch Oswald hatte die Gelegenheit, vor der Presse zu sprechen. Hier wie auch bei den Vernehmungen stritt er jede Verwicklung in den Mord an Kennedy ab und erklärte, er solle zum „Sündenbock“ (engl.: patsy) gemacht werden.

### Die Ermordung Oswalds

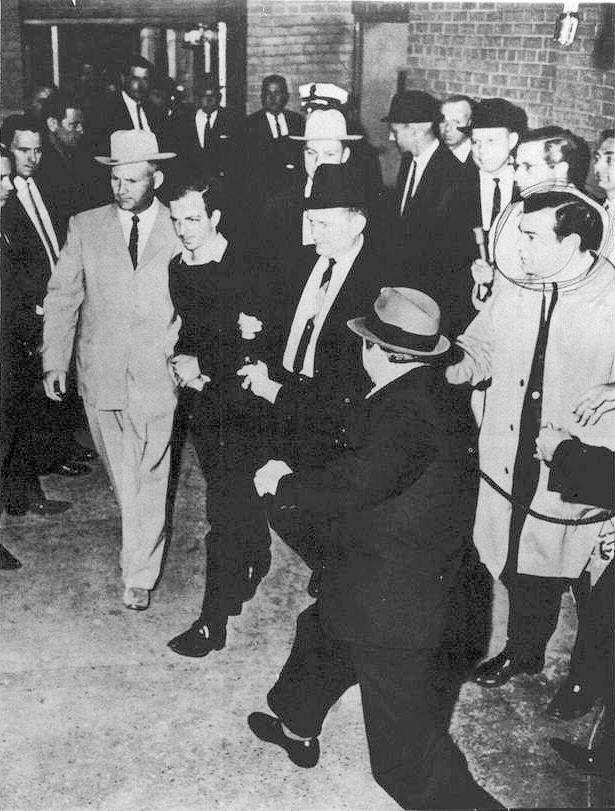
Jack Ruby erschießt Lee Harvey Oswald.

Weil zu befürchten war, dass man bei weiterer intensiver Berichterstattung der Presse keine unvoreingenommenen Geschworenen mehr finden könne, die noch nichts über den Fall wussten, wurde beschlossen, Oswald ins Bezirksgefängnis von Dallas zu überstellen. Obwohl es bereits Morddrohungen gegeben hatte, wurde der Termin mit der gleichen Großzügigkeit gegenüber der Presse bekannt gegeben wie die ersten Verhöre. Der Transfer verzögerte sich jedoch, weil das ursprünglich dafür vorgesehene Fahrzeug zu klein war, um auch die Wachen aufzunehmen. Eine weitere Verzögerung ergab sich, weil Oswald gebeten hatte, seinen Pullover mitnehmen zu können. Am 24. November 1963 um 11:21 Uhr betraten schließlich die Wachen mit ihm die Garage im Tiefgeschoss des Polizeihauptquartiers, fast genau gleichzeitig mit Jack Ruby, einem Nachtclubbesitzer aus Dallas mit Verbindungen zur Mafia, der wenige Augenblicke zuvor ins Gebäude gelangt war. Mit den Worten „Du hast meinen Präsidenten getötet, du Ratte“ feuerte Ruby vor laufenden Fernsehkameras auf ihn. Oswald wurde mit Bauchschuss ins Parkland Memorial Hospital gebracht, wo er kurz darauf an inneren Blutungen starb.
Ruby wurde im März 1964 wegen Mordes zum Tode verurteilt. Er starb im Januar 1967 an einer Lungenembolie. Über seine Motive machte er unterschiedliche Angaben. Kurz nach seinen Schüssen auf Oswald soll er nach Zeugenaussagen erklärt haben, er habe geschossen, um der von ihm verehrten Jackie Kennedy eine Zeugenaussage im Prozess zu ersparen und weil er den Verdacht, hinter der Ermordung des Präsidenten stecke eine jüdische Verschwörung, entkräften wollte: Die hetzerische Anzeige des selbsternannten „Ermittlungsausschusses“ hatte nämlich unter anderem einen jüdischen Namen getragen.

## Reaktionen der Öffentlichkeit

### Trauerbekundungen

Staatsbegräbnis: Eine Ehrengarde drapiert die Flagge der Vereinigten Staaten über den Sarg des ermordeten Präsidenten. In der ersten Reihe sind verschiedene Staatsgäste zu erkennen, darunter Charles de Gaulle, Heinrich Lübke und Haile Selassie.

Der Tod des charismatischen Präsidenten traf die amerikanische Öffentlichkeit wie ein Schock. Als Walter Cronkite, der Nachrichtensprecher des Fernsehsenders CBS, um 14:38 Uhr New Yorker Zeit landesweit den Tod des Präsidenten bekanntgab, kämpfte er mit den Tränen. Überall weinten Menschen in der Öffentlichkeit, Fremde begannen auf der Straße miteinander zu sprechen und sich zu berühren. Viele Amerikaner verließen ihre Arbeitsstelle, um am Radio oder Fernseher die Berichterstattung über das Attentat zu verfolgen. Kirchenglocken läuteten im ganzen Land, die Spiele im American Football, die wie an jedem Wochenende überall stattfanden, wurden abgebrochen. Das Boston Symphony Orchestra änderte mitten in einem Konzert das Programm und spielte den Trauermarsch aus Beethovens 3. Sinfonie. Alle Theater-Vorstellungen am Broadway wurden abgesagt, abends erloschen die Reklamelichter am Times Square in New York. Nur vereinzelt kam es zu Freudenbekundungen von politischen Gegnern Kennedys und Rassisten. Fast jeder Zeitgenosse erinnerte sich später noch genau, wo er war, als er von den Ereignissen in Dallas hörte. Mehr als die Hälfte der Bevölkerung litt an physischen Trauersymptomen wie Appetit- oder Schlafmangel, Nervosität oder Übelkeit.
Im Ausland äußerten Politiker ihre tiefe Betroffenheit. Winston Churchill sprach von einem unermesslichen Verlust für die USA und die Welt, der Präsident von Venezuela, Rómulo Betancourt, musste wegen eines Weinkrampfs eine Pressekonferenz abbrechen. In Chile und Brasilien wurde eine mehrtägige Staatstrauer ausgerufen. Menschenscharen strömten zu den amerikanischen Botschaften, um sich in das Kondolenzbuch einzutragen. Besonders groß war die Trauer in West-Berlin: Am 25. November strömten 250.000 Menschen zum Rathaus Schöneberg, auf den Platz, wo Kennedy wenige Monate zuvor seine große Rede gehalten hatte. Der Regierende Bürgermeister Willy Brandt sagte:

„Eine Flamme ist erloschen für alle Menschen, die auf einen gerechten Frieden und auf ein besseres Leben hoffen. Die Welt ist an diesem Abend sehr viel ärmer geworden.“

### Erste Zweifel an Oswalds Alleintäterschaft
Eine noch im November 1963 durchgeführte Studie ergab, dass die Bevölkerung der USA vor allem Mitgefühl für die Witwe und die Kinder empfand, beklagte, dass ein junger, dynamischer Politiker auf der Höhe seiner Macht ermordet worden war, und große Scham darüber empfand, dass „so etwas in unserem Land geschehen“ konnte. Als relativ unbedeutend folgten mit Abstand die Bewertung der politischen Auswirkungen im Inland und auf die Beziehungen zum Ausland; man hatte Vertrauen in die neue Regierung. Besonders hervorgehoben wurde, dass die Bevölkerung sich im Großen und Ganzen rasch wieder fasste. Dies wurde vor allem auf die Tatsache zurückgeführt, dass etwa 90 % einen Fernseher besaßen und tagelang fast ununterbrochen am Geschehen nach dem Attentat sowie an Begräbnisfeierlichkeiten gleichsam teilnehmen konnten, wodurch sie sich in einem mehrere Tage währenden Prozess gleichsam innerlich von Kennedy verabschieden konnten.
Die Umfragen ergaben auch, dass zunächst nur 29 % der Amerikaner an die Alleintäterschaft Oswalds glaubten. Die Mainstream-Presse vertrat großenteils die Alleintätertheorie. In Leserbriefen und vereinzelt auch in Leitartikeln wurde diese Vorverurteilung Oswalds kritisiert. Die Zweifel beruhten auf den zum Teil irrigen und widersprüchlichen Presseberichten der hektischen ersten Tage, den Verlautbarungen der Ärzte des Parkland Hospital, die auf einer Pressekonferenz von einer Einschusswunde in der Kehle sprachen, und auf der Ermordung Oswalds durch Ruby, die den Verdacht erregte, Oswald habe mundtot gemacht werden sollen.
Die Zweifel an der Alleintäterthese kamen zunächst vor allem aus Europa: In Frankreich erschien eine Artikelserie in der Zeitschrift L’Express, in Deutschland erschienen ähnliche Artikel in der Berliner Morgenpost und in der Welt. Im Juni 1964 bildete sich in Großbritannien ein Who Killed Kennedy Committee, dem prominente Linksintellektuelle wie der Philosoph Bertrand Russell, der Verleger Victor Gollancz und der Historiker Hugh Trevor-Roper angehörten. Das Komitee stützte sich vor allem auf einen Katalog kritischer Fragen, den der amerikanische Anwalt Mark Lane am 19. Dezember 1963 in der kleinen linksradikalen New Yorker Wochenzeitung National Guardian veröffentlicht hatte. Lane hatte Oswalds Mutter seine Dienste angeboten, ihren Sohn posthum zu vertreten. Nach der Veröffentlichung des Warren-Berichts fasste er seine Kritik 1966 in dem Buch Rush to Judgment zusammen – ein erster Bestseller zum Kennedy-Attentat. Im gleichen Jahr veröffentlichte Edward Jay Epstein eine ausgebaute Version seiner Masterarbeit. Sie trug den Titel Inquest: The Warren Commission and the Establishment of Truth und wurde ebenfalls ein Bestseller. Lane und Epstein konnten dabei auf die Recherchen engagierter und oft weiblicher Laien zurückgreifen. Sie kamen wie viele der ersten amerikanischen Zweifler an der Alleintäterthese, darunter auch der zweifache Nobelpreisträger Linus Pauling, aus dem linksliberalen Milieu. In den 1950er Jahren waren sie selbst Opfer von Verschwörungstheorien geworden, denen die Regierung im Rahmen des McCarthyismus gefolgt war, und nun erschütterte der Vietnamkrieg ihren Glauben an den liberalen Rechtsstaat. Nun glaubten sie, Kennedy sei erschossen worden, weil er sich in seiner Rede vor der American University am 10. Juni 1963 für ein Ende des nuklearen Rüstungswettlaufs mit der Sowjetunion ausgesprochen hatte.
Weil durch die um sich greifenden Zweifel an der Alleintäterschaft Oswalds die Reputation des Washingtoner Establishments zu leiden drohte, das ja geschlossen hinter dem Warren-Bericht stand, riet ein CIA-Memo vom 1. April 1967, den Kritikern des Warren-Berichts eigennützige Ziele zu unterstellen und sie in die Nähe kommunistischer Propaganda zu rücken. Die Behauptung, die CIA hätte für diese Zweifel den bis dahin wenig geläufigen Ausdruck englisch conspiracy theory („Verschwörungstheorie“) populär gemacht, um damit den Glauben, hinter dem Attentat stecke eine Verschwörung, lächerlich zu machen und zu delegitimieren, gilt als widerlegt.

### Entstehung des Kennedy-Mythos
Der Mord an Kennedy wurde als historische Zäsur empfunden. Nach 1963 begannen sich die negativen Seiten der amerikanischen Politik immer deutlicher zu zeigen, beginnend mit den Rassenunruhen über die Morde an Martin Luther King und Robert F. Kennedy, den Vietnamkrieg bis hin zur Watergate-Affäre. In kontrafaktischer Spekulation wurde vielfach der Schluss gezogen, dass diese unerfreulichen Entwicklungen hätten vermieden werden können, wenn Kennedy nicht ermordet worden wäre. Auch Oliver Stone ging in seinem Film JFK – Tatort Dallas davon aus, dass es unter Kennedy nicht zum Vietnamkrieg gekommen wäre.
Es entstand ein Kennedy-Mythos, der den Präsidenten zu einer Heilsgestalt emporhob. Hierzu trug auch seine Witwe bei, die in einem Interview das Leben und Regieren ihres Mannes als Camelot umschrieb, das mythische Schloss von König Artus und seiner Tafelrunde. Dadurch erschien das Attentat nachgerade als Königsmord, als schweres Sakrileg. Laut einer Gallup-Umfrage aus dem Jahr 2003 wurde Kennedy als größter amerikanischer Präsident neben Abraham Lincoln betrachtet.

### Erklärungen für die verbreiteten Verschwörungstheorien
Der amerikanische Journalist Tom Bethell erklärt die verbreiteten Zweifel an der Alleintäterthese sozialpsychologisch: Menschen neigen demnach in irrationaler Weise dazu, für ein traumatisch empfundenes Ereignis eine Ursache von entsprechender Größe namhaft zu machen. Im Falle Kennedys soll es bereits seiner Witwe als eine unbefriedigende Erklärung erschienen sein, dass lediglich ein „alberner, kleiner Kommunist“ ihren Mann ermordet haben könnte: „Er hatte noch nicht einmal die Befriedigung, wegen der Bürgerrechte ermordet zu werden.“ In ähnlicher Weise führt der Berliner Historiker Knud Krakau die Entstehung einer regelrechten „Verschwörungstheorienindustrie“ (die Zeitschrift Esquire listete bereits 1966/67 sechzig Verschwörungs- und Mordvarianten zum Kennedy-Attentat auf) darauf zurück, dass die offiziell angebotene Erklärung für den frühen Tod des beliebten Präsidenten in der Öffentlichkeit als unbefriedigend wahrgenommen worden sei: Der im September 1964 vorgelegte Bericht der Warren-Kommission lieferte nämlich kein plausibles Tatmotiv des angeblichen Einzeltäters Oswald. Das verbreitete Verlangen nach einer „‚heilenden‘ Erklärung“ habe Verschwörungstheorien hervorgebracht, die auf „einen gut funktionierenden Marktmechanismus getroffen“ seien.
Sozialpsychologische Untersuchungen zur Genese von Verschwörungsdiskursen bestätigten Bethells These indes nicht. Der Philosoph Gerd H. Hövelmann glaubt, dass die ungewöhnlich große Zahl von Verschwörungstheorien zum Kennedy-Mord eher auf den hohen Grad an Sichtbarkeit dieses Verbrechens und auf die seines Erachtens offenkundigen Fälschungen und Manipulationen von Beweisen zurückzuführen sei, die es bei der Untersuchung des Mordes und bei der Verteidigung der Alleintäterschaft Oswalds gegeben habe. Tatsächlich hatten die amerikanischen Behörden befürchtet, Spekulationen über eine Beteiligung der Sowjetunion an der Ermordung des Präsidenten könnten einen Atomkrieg auslösen. Daher erfolgten die Untersuchungen des FBI und der Warren-Kommission nicht ergebnisoffen, sondern zielten darauf, Oswald als Alleintäter zu präsentieren. Diese durchschaubare Strategie führte zu Misstrauen. Somit war die bald einsetzende Kritik an der offiziellen Fassung durchaus berechtigt, auch wenn die Spekulationen darüber, wer denn in Wahrheit hinter dem Attentat stecken würde, wie der Historiker Andreas Joch schreibt, „teils wahnhafte Züge“ trug.

## Untersuchungen

### FBI-Ermittlungen
Nach dem Attentat auf Kennedy schaltete sich das FBI in die Ermittlungen der Polizei von Dallas ein. Am 24. November 1963, wenige Stunden, nachdem Oswald erschossen worden war, erklärte FBI-Direktor J. Edgar Hoover: „Woran mir am meisten liegt, ist, etwas herauszugeben, womit wir die Öffentlichkeit davon überzeugen können, dass Oswald der wahre Attentäter ist“.
Am 9. Dezember 1963, nur 17 Tage nach dem Attentat, wurde der FBI-Bericht veröffentlicht. Präsident Johnson hatte auf eine rasche Veröffentlichung gedrängt. Darin wurde festgestellt, dass drei Projektile abgefeuert worden seien: Das erste habe Kennedy in den Rücken getroffen, das zweite Connally, das dritte sei der tödliche Kopftreffer gewesen.
Einer der Gründe, weshalb das FBI die Untersuchung möglichst rasch zu beenden suchte, war die Sorge um die eigene Reputabilität: Einer seiner Agenten hatte in den Wochen vor dem Attentat Informationen über Oswald gesammelt, einen bekennenden Marxisten-Leninisten, der von 1960 bis 1962 in der Sowjetunion gelebt hatte. Der Agent hatte wenige Wochen vor dem Attentat zweimal mit Oswalds belarussischer Frau gesprochen, ihn selbst aber nie angetroffen. Oswald selbst hatte ihn daraufhin schriftlich aufgefordert, seine Frau nicht weiter zu belästigen. Diese Beschwerde und weitere Unterlagen zu ihm wurden nach Oswalds Ermordung vernichtet, aus Sorge, es könnte bekannt werden, dass das FBI dem Mörder dicht auf der Spur gewesen war, das Attentat aber gleichwohl nicht verhindert hatte.

### Warren-Kommission

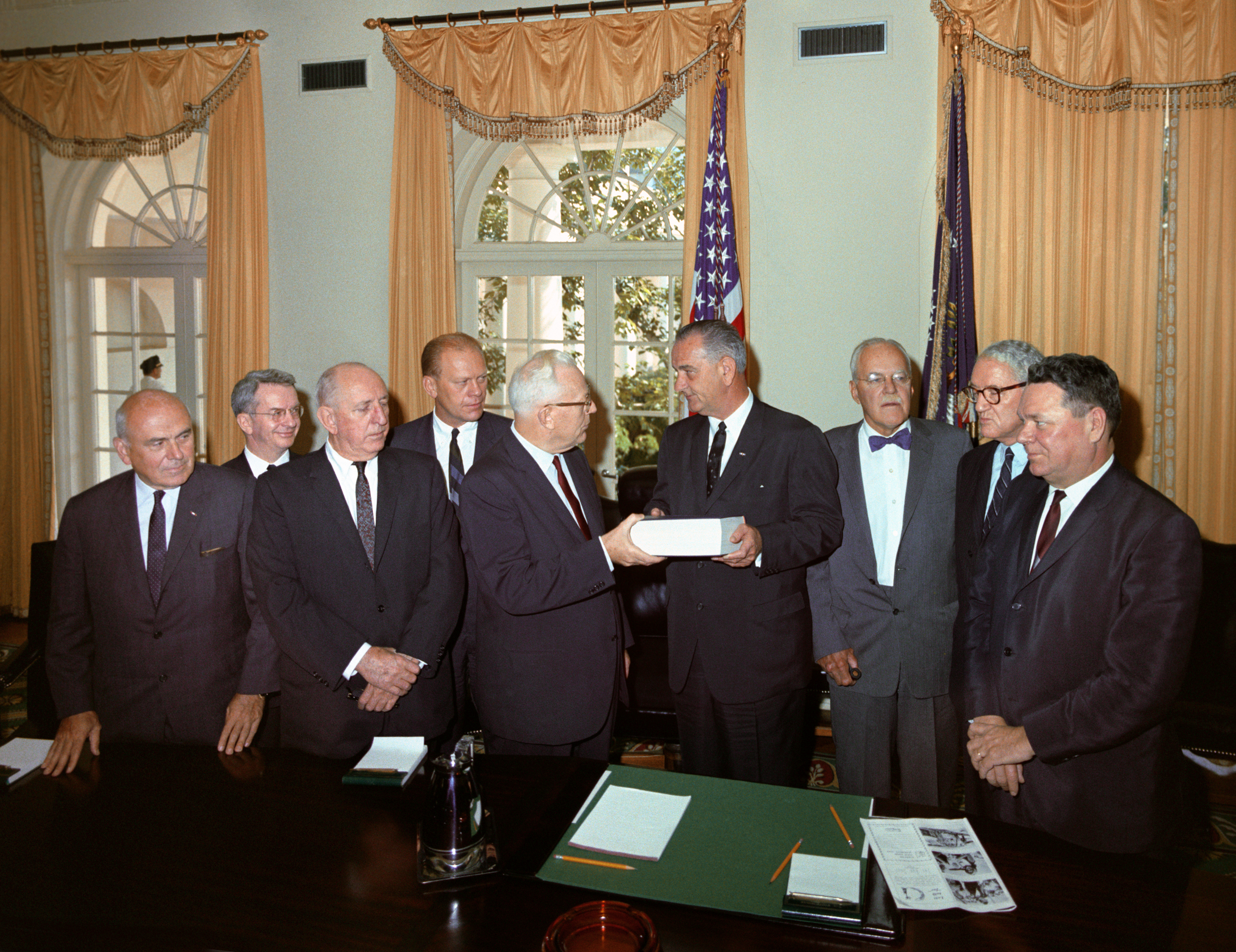
Die Warren-Kommission übergibt ihren Abschlussbericht an Präsident Johnson, September 1964.

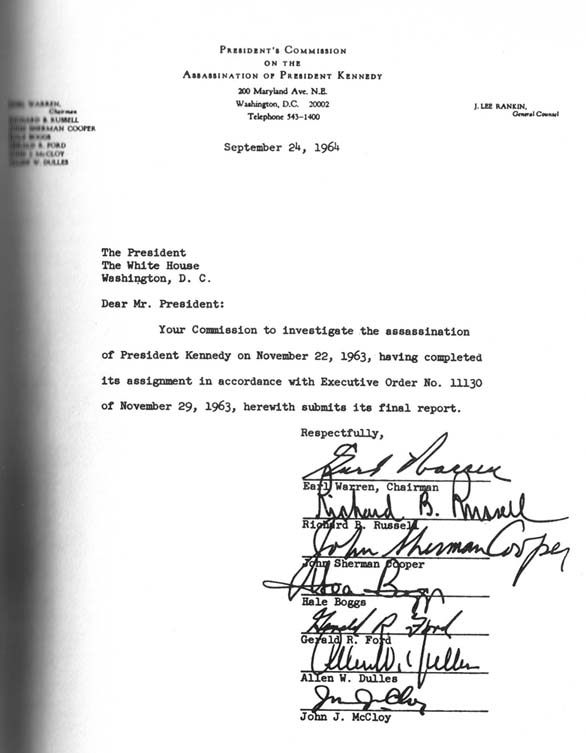
Schreiben an den US-Präsidenten zur Fertigstellung des Warren-Reports mit den Unterschriften der Kommissionsmitglieder

Die Warren-Kommission (offizieller Name: Report of the President’s Commission on the Assassination of President John F. Kennedy – „Kommission des Präsidenten über die Ermordung von Präsident John F. Kennedy“) wurde von Kennedys Amtsnachfolger Johnson am 29. November 1963 einberufen, um die Umstände des Attentats zu untersuchen. Sie ist nach ihrem Vorsitzenden Earl Warren benannt, der damals Oberster Richter am Supreme Court war.
Die Kommission umfasste neben Warren sechs Mitglieder:
- Allen Welsh Dulles, ehemaliger Direktor der CIA, von Kennedy entlassen wegen der misslungenen Invasion in der Schweinebucht
- Senator John Sherman Cooper (Republikaner)
- Senator Richard B. Russell (Demokrat)
- Kongressabgeordneter Gerald Ford (Republikaner, späterer US-Präsident)
- Kongressabgeordneter Hale Boggs (Demokrat)
- John Jay McCloy, ehemaliger Präsident der Weltbank und Hoher Kommissar in der Bundesrepublik Deutschland

Die Kommission ging zielgerichtet und in großer Eile vor. Warren drängte die Kommissionsmitglieder, der Bericht müsse fertig sein, bevor im Sommer 1964 der Wahlkampf zu den nächsten Präsidentschaftswahlen begann. Die Kommission tagte 51 Mal, mehr als 600 Zeugen wurden befragt, etwa 3000 Beweisstücke sichergestellt. Russell und McCloy nahmen nur an wenigen Sitzungen teil. Die eigentliche Arbeit wurde von Assistenten wie Arlen Specter geleistet. Einfluss nahmen insbesondere Ford, der aus Zeitgründen den Obduktionsbericht änderte, und Dulles, der dafür sorgte, dass die Mordanschläge von CIA-Agenten auf Castro nicht zum Thema wurden. Diese geheim zu halten und Spekulationen über eine kommunistische Verschwörung im Keim zu ersticken war das erklärte Ziel der Kommission, die deshalb ausschließlich aus vertrauenswürdigen Mitgliedern des Washingtoner Establishments zusammengesetzt war. Laut der Literaturwissenschaftlerin Eva Horn glich das Procedere der Kommission weniger einem polizeilichen Ermittlungsverfahren mit der Leitfrage: Wer war der Täter, als einem Strafprozess, der die Frage zu beantworten hatte: War Oswald schuldig oder nicht?
Nach nur zehnmonatiger Arbeit, die sich auf die Ermittlungsergebnisse der Polizei von Dallas und des FBI stützte, wurde im September 1964 das Ergebnis zunächst den Medien mitgeteilt, danach erfolgte die Veröffentlichung des 888 Seiten starken Abschlussberichts, des Warren-Reports (Warren-Bericht). Einige Zeit darauf erschienen insgesamt 26 Bände mit Anhörungsprotokollen und Beweismaterial.
Die Kommission kam zu dem im Warren-Report veröffentlichten Ergebnis, dass Oswald der alleinige Täter gewesen sei und es keine Verschwörung gegeben habe. Oswald habe drei Schüsse aus dem fünften Stock des Schulbuchdepots auf die Präsidentenlimousine abgegeben und John F. Kennedy getötet. Es habe keines Meisterschützen bedurft, um innerhalb von 4,8 bis maximal sieben Sekunden drei Schüsse durch eine Baumgruppe hindurch auf ein fahrendes Ziel abzugeben. Der erste Schuss sei fehlgegangen, der zweite habe Kennedys Halswunde und sämtliche Verletzungen des vor ihm sitzenden Connally verursacht, der dritte sei der tödliche Kopftreffer gewesen. Außerdem sei Oswald für den Tod des Streifenpolizisten Tippit verantwortlich. Als Motiv nahm die Kommission eine psychische Zerrüttung Oswalds an. Hinter dessen Ermordung wollte sie ebenfalls keine Verschwörung erkennen, Ruby habe spontan und allein gehandelt. Darüber hinaus kritisierte der Warren-Bericht die offenkundigen Schwachstellen im Personenschutz des Präsidenten, was in der Folge zu dessen deutlicher Verbesserung führte.
Der Warren-Report ließ viele Zeitgenossen unbefriedigt. Vor allem die Geschichte des von Kritikern höhnisch als „magischen Kugel“ (engl.: magic bullet) bezeichneten Projektils, das zu sieben Verletzungen an Kennedy und Connally geführt haben soll, stieß vielerorts auf Unglauben. Es wurde auch bald bekannt, dass die Kommission Indizien, die auf mehr als nur einen Täter deuteten, gar nicht näher verfolgt hatte. Zu keinem Zeitpunkt hatten Kommissionsmitglieder die Arbeitsergebnisse des FBI in Frage gestellt, weder Fotografien noch Röntgenaufnahmen, die während der Autopsie gemacht worden waren, hatten ihnen vorgelegen. Tatsächlich hatte Präsident Johnson Kommissionsmitglieder angewiesen, etwaigen Hinweisen auf eine Verwicklung Kubas oder anderer Staaten nicht nachzugehen, wie sie von Exilkubanern in den Tagen nach dem Attentat absichtsvoll gestreut worden waren: Der Präsident fürchtete, die Nachricht, dass Kuba oder die Sowjetunion hinter dem Attentat stünden, könnte die Gefahr eines Dritten Weltkrieges heraufbeschwören. Senator Russell hörte bereits am 29. November 1963 von ihm die Warnung:

„Wir müssen das aus der Arena heraushalten, wo sie unter Eid aussagen, dass Chruschtschow und Castro dies oder jenes getan haben und uns in einen Krieg treiben, der vierzig Millionen Amerikaner in einer Stunde umbringen kann.“

Öffentlich lobte Johnson den Bericht nach der Veröffentlichung zwar, in Hintergrundgesprächen bezweifelte er jedoch dessen Schlussfolgerungen und vermutete eine Verbindung zwischen der Ermordung Kennedys und den geheimen CIA-Projekten zur Ermordung ausländischer Staatsmänner.
Es herrscht die Ansicht vor, dass die Kommission keine unvoreingenommene und ergebnisoffene Untersuchung des Falles leistete. Die Möglichkeit, dass es auch andere Täter gegeben habe oder Oswald unschuldig sein könnte, zog die Kommission nicht in Betracht.

### Ermittlungen des Staatsanwalts Jim Garrison
Ausgehend von diesen Unstimmigkeiten strengte der Staatsanwalt Jim Garrison aus New Orleans im März 1967 eine gerichtliche Untersuchung an, mit der er nachweisen wollte, dass das Kennedy-Attentat Ergebnis einer Verschwörung der CIA gewesen sei, in der Oswald, der Pilot David Ferrie, bei dem Oswald in seiner Jugend eine vormilitärische Ausbildung absolviert hatte, und Clay Shaw verwickelt seien, ein undurchsichtiger Geschäftsmann, von dem er vermutete, er arbeite für die CIA. Garrison ließ Shaw verhaften und brachte im Prozess zahlreiche Indizien vor, die gegen die Alleintäterschaft Oswalds sprachen. Eine Reihe der von Garrison gesammelten Indizien ließen die Vermutung zu, Oswald sei indirekt im Auftrag der CIA tätig gewesen, in einer inoffiziellen Gruppe, der auch sein Mörder Ruby angehörte.
Er führte zum Beispiel zum ersten Mal öffentlich den Zapruder-Film vor, der zwar der Warren-Kommission vorgelegen hatte, der Öffentlichkeit aber nur in einigen Einzelbildern bekannt war, die die Zeitschrift LIFE veröffentlicht hatte. Im Film sieht man, dass Kennedys Kopf beim tödlichen Schuss nach hinten zu fliegen scheint, obwohl der angebliche Schütze doch hinter ihm im Schulbuchdepot und nicht vor ihm auf dem Grashügel gesessen haben soll. Auch stellte Garrison den Verlauf der Kugel, die laut Warren-Report insgesamt sieben Wunden bei Kennedy und Connally hinterlassen haben sollte, als völlig unglaubwürdig hin. Mehrere seiner Zeugen sagten aus, Oswald zusammen mit Shaw oder Ferrie gesehen zu haben oder gar gehört zu haben, wie sie bei einer Party über den geplanten Mord sprachen.
Garrisons Argumentation brach jedoch zusammen, als Ferrie am 22. Februar 1967 an einem geplatzten Hirn-Aneurysma starb und bekannt wurde, dass der zweite Hauptzeuge seine Aussagen unter Einfluss von Hypnose und dem Schlafmittel Thiopental gemacht hatte. Innerhalb von nur einer Stunde kamen die Geschworenen am 29. Januar 1969 zu dem einstimmigen Ergebnis, dass Shaw unschuldig war, was der amerikanische Publizist Gerald Posner als Garrisons „Fiasko“ bezeichnete.
Garrison veröffentlichte über seine Ermittlungsergebnisse zwei Sachbücher, 1970 A Heritage of Stone und 1988 On the Trail of the Assassins (dt. Ausgabe 1992: Wer erschoss John F. Kennedy? – Auf den Spuren der Mörder von Dallas).

### Ausschuss von Ramsey Clark
1968 befasste sich ein Ausschuss unter dem Vorsitz des damaligen Justizministers Ramsey Clark mit den medizinischen Befunden am toten Präsidenten. Der Ausschuss kam zu dem Ergebnis, dass Aufbewahrung und Herkunft der ihm vorgelegten Beweisstücke nicht immer lückenlos dokumentiert waren, bestätigte aber dennoch auf ihrer Grundlage die Ergebnisse der Warren-Kommission, wonach Kennedy von zwei Kugeln getötet wurde, die von einem hinter und oberhalb von ihm gelegenen Standpunkt aus abgefeuert worden sein mussten.

### Church-Komitee
Das Church-Komitee des US-Senats untersuchte 1975 nach der Watergate-Affäre illegale Informationsbeschaffungen von CIA und FBI und zog auch deren Verhalten beim Kennedy-Attentat hinzu. Es kam zu dem Schluss, dass das FBI, die primäre Ermittlungsbehörde des Kennedy-Attentats, von Direktor Hoover und ungenannten „höheren Regierungsbeamten“ genötigt wurde, die Ermittlungen in aller Eile durchzuführen. Der Church-Bericht wies darauf hin, dass hochrangige Mitglieder beider Behörden möglicherweise vorsätzlich potentiell wichtige Informationen nicht offenlegten.

### House Select Committee on Assassinations
Weil weiterhin Verschwörungstheorien über die Morde an den Kennedy-Brüdern und Martin Luther King umliefen, wurde 1976 ein parlamentarischer Untersuchungsausschuss des Repräsentantenhauses mit weiteren Nachforschungen betraut, das House Select Committee on Assassinations (HSCA). Nach dreijähriger Arbeit legte es 1979 einen Bericht vor, der die Ergebnisse der Warren-Kommission im Wesentlichen bestätigte, die Ermittlungen des FBI aber als „grob fehlerhaft“ (engl.: seriously flawed) kritisierte. Das FBI habe zwar das Vorleben und die Täterschaft Oswalds adäquat ermittelt, jedoch die Möglichkeit einer Verschwörung nicht sachgerecht verfolgt. Als Ursache für diese Fehler benannte der Bericht die mangelnde Kooperationsbereitschaft der Geheimdienste sowie „Zeitdruck und de[n] Wunsch der nationalen Führer, die Befürchtungen der Öffentlichkeit zu beschwichtigen, es habe eine Verschwörung gegeben“.
Das Komitee bestätigte die Single-Bullet-Theorie, wonach Oswald dreimal auf Kennedy geschossen und ihn mit dem dritten Schuss getötet habe. Es erklärte es aber für hoch wahrscheinlich, dass es noch einen weiteren, unidentifizierten Schützen gegeben habe, der einen vierten Schuss vom Grashügel an der Dealey Plaza abgegeben, aber danebengeschossen habe. Hinter dem Kennedy-Attentat stecke also eine „Verschwörung“ (das englische Wort conspiracy ist in diesem Zusammenhang gleichbedeutend mit der kriminellen Vereinigung des deutschen Strafrechts). Die Komitee-Mitglieder konnten aber nicht angeben, wer darin verwickelt war. Auf Grundlage der ihnen vorliegenden Indizien kamen sie zu dem Schluss, dass weder die sowjetische noch die kubanische Regierung noch das FBI in den Mord verwickelt waren. Eine Verwicklung der amerikanischen Mafia oder von Castro-feindlichen Exilkubanern sei nicht auszuschließen.
Grundlage für die Annahme eines zweiten Schützen waren Aufzeichnungen des Funkkontaktes eines Motorradpolizisten in Kennedys Eskorte mit einer Polizeistation, die mit einem DictaBelt-Kunststoffband gemacht worden waren. Auf der Aufzeichnung sind für das menschliche Ohr keine unmittelbaren Schüsse zu hören. Das HSCA betraute eine Spezialfirma mit der Untersuchung des Bandes. Vergleiche der Impulsmuster der Aufzeichnung mit solchen, die mit einem typgleichen Gewehr an der Dealey Plaza gemacht worden waren, führten zu dem Ergebnis, dass mit 50-prozentiger Wahrscheinlichkeit ein vierter Schuss aus Richtung des Grashügels zu hören ist. Eine genauere Untersuchung durch die Informatiker Weiss und Aschkenasy kam zu dem Schluss, dass die Wahrscheinlichkeit sogar bei bis zu 95 % liegt.

### National Academy of Sciences
1982 legte die National Academy of Sciences die Ergebnisse einer ballistisch-akustischen Untersuchung vor, die sie im Auftrag des amerikanischen Justizministeriums unternommen hatte. Dabei hatte ein Ausschuss von Wissenschaftlern unter Vorsitz des Physikers Norman Ramsey die Ergebnisse des HSCA überprüft, wonach eine DictaBelt-Aufnahme der Polizei von Dallas einen vierten Schuss beweise, der vom Grashügel abgefeuert worden sei. Die Wissenschaftler kamen zu dem Ergebnis, dass es diesen Schuss nicht gegeben habe. Die entsprechenden Knallgeräusche seien erst etwa eine Minute nach den tödlichen Schüssen auf Kennedy aufgenommen worden. Das Justizministerium ließ daraufhin am 28. März 1988 gegenüber dem Justizausschuss des Senats der Vereinigten Staaten erklären, die Schlussfolgerung des HSCA, es habe eine Verschwörung gegeben, sei irrig. Die Frage, ob auf der DictaBelt-Aufnahme vier Schüsse zu hören sind, ist weiterhin umstritten.

### Mock trialder American Bar Association
Im August 1992 führte die American Bar Association, eine Vereinigung von amerikanischen Rechtsanwälten, Richtern und Jura-Studenten, einen mock trial (Quasi-Prozess) gegen Oswald durch. Ein echtes Strafverfahren hatte wegen der Ermordung Oswalds nicht stattfinden können. Der Prozess dauerte zwei Tage und kam zu keinem klaren Ergebnis. Die Jury sprach zwar mit einer Mehrheit von sieben zu fünf Stimmen Oswald des Mordes an Präsident Kennedy schuldig; da jedoch die amerikanische Gerichtsverfassung für Strafprozesse Einstimmigkeit unter den Geschworenen verlangt, hätte dieses Ergebnis in einem echten Prozess einen Freispruch zur Folge gehabt. Alle sieben Richter, die an dem mock trial teilgenommen oder ihn beobachtet hatten, gaben an, sie hätten Oswald für schuldig befunden.

### Prüfungsausschuss für Attentatsdokumente
Im Herbst 1964 hatte Präsident Johnson angeordnet, dass die Akten der Warren-Kommission für 75 Jahre (d. h. bis 2039) gesperrt werden. 1992 beschloss dagegen der Kongress, wohl im Zusammenhang mit den zahlreichen Verschwörungstheorien, die nach Oliver Stones Verfilmung des Garrison-Prozesses vermehrt aufkamen und sich gerade an der Geheimhaltung dieser Akten stießen, ein Gesetz, (engl.: President John F. Kennedy Assassination Records Collection Act of 1992) wonach alle Akten mit Bezug auf das Attentat auf Kennedy spätestens 2017 der Öffentlichkeit zugänglich gemacht werden müssen, sofern der Präsident der Vereinigten Staaten nicht einer Verlängerung der Geheimhaltung zustimmt.
Bis 1998 sammelte und veröffentlichte ein Ausschuss zur Sichtung der Morddokumente (engl.: Assassination Records Review Board; kurz: ARRB) etwa 400 000 Blatt Dokumente. Ein Großteil der Akten vor allem des HSCA, der Polizeibehörden, der Geheimdienste und des Militärs galten aber weiterhin als geheim und blieben für die Öffentlichkeit gesperrt. Das ARRB, dessen Aufgabe die Zugänglichmachung der Akten war, führte dennoch mehrere Untersuchungen durch und kritisierte in einem Bericht ähnlich wie der Clark-Ausschuss vor allem den schlampigen Umgang mit Dokumenten und Beweisstücken aus der Obduktion des Präsidenten, der als regelrechte „Tragödie“ bezeichnet wurde. Die Aktenbestände befinden sich in einem Gebäude der National Archives and Records Administration in College Park, Maryland.
US-Präsident Donald Trump kündigte an, die bisher noch nicht freigegebenen Akten nach Ablauf der Geheimhaltungsfrist am 26. Oktober 2017 veröffentlichen zu lassen, gab aber nach Bedenken aus Sicherheitsbehörden nur Teile der verbliebenen Dokumente sofort frei und ließ nach und nach weitere Akten freigeben. Ende April 2018 entschied er, dass einige Dokumente aus Sicherheitsgründen unveröffentlicht bleiben sollen.
Unter Präsident Joe Biden wurden im Dezember 2021 bis dahin unter Verschluss gehaltene Protokolle von CIA und FBI für die Öffentlichkeit freigegeben. Laut dem amerikanischen Nationalarchiv waren somit 88 % der Dokumente für die Bürger einsehbar. Im Dezember 2022 erfolgte eine Veröffentlichung von weiteren Dokumenten. Im März 2025 gab Präsident Trump die restlichen bis dahin unveröffentlichten Akten zur Publikation frei.

## Zweifel an der Einzeltäterthese

### Zeugen
An der Dealey Plaza waren mehrere hundert Menschen Zeugen des Attentats. Viele von ihnen machten Aussagen, die nicht zu der Darstellung der Warren-Kommission passen. So sagten fünfzig Zeugen aus, sie hätten Schüsse gehört, die von vorne abgegeben wurden, nämlich von dem Grashügel an der Dealey Plaza. Mehrere Augenzeugen gaben an, sie hätten auf dem Grashügel oder an der Unterführung Pulverdampf aufsteigen oder Männer mit Gewehren weglaufen sehen.
Auch von Zeugen innerhalb des Schulbuchlagers kamen Aussagen, die nicht mit dem Ergebnis des Warren-Berichts übereinstimmen: So soll Oswald noch eine Viertelstunde vor den Schüssen im Pausenraum im Erdgeschoss gewesen sein – nach dem Warren-Report war er seit 11:55 Uhr im fünften Stock; nur anderthalb Minuten nach den Schüssen kontrollierte ein Polizist Oswald, der eine Cola trank, im Erdgeschoss des Schulbuchdepots mit gezogener Waffe. Dabei soll Oswald keineswegs einen atemlosen Eindruck gemacht haben, obwohl er in der Version des Warren-Reports unmittelbar nach dem Mord fünf Stockwerke heruntergerannt sein müsse. Von Kritikern der Einzeltäterthese werden außerdem die Aussagen von Zeugen, die Oswald vor oder nach dem Mord an Tippit gesehen hatten, in Zweifel gezogen, zumal es für die Minuten unmittelbar vor ihrer Begegnung keine Augenzeugen gibt.
In den folgenden Jahren und Jahrzehnten wurden Berichte verschiedener Zeugen veröffentlicht, die einen oder mehrere verdächtige Bewaffnete auf dem Grashügel oder in der Nähe des dahinter liegenden Zauns gesehen haben wollten. Diese Personen sollen, je nach Version, Anzug, Uniform, Bomberjacke oder die Kleidung von Eisenbahnarbeitern getragen haben. Einige dieser Berichte schildern Ereignisse, die nicht mit den Film- und Photodokumenten der Ereignisse übereinstimmen und somit als falsifiziert gelten können. Andere erscheinen nach Einschätzung Larry Sabatos glaubhaft, doch da die Warren-Kommission darauf verzichtet hatte, ausnahmslos alle Augenzeugen aufzulisten und zu vernehmen, die auf der Dealey Plaza anwesend waren, lasse sich nicht mehr sicher feststellen, ob und inwieweit diese Berichte auf echten Beobachtungen beruhen.
Die Verfechter der Einzeltäterthese verweisen zudem auf eine große Zahl an Zeugen, die diese bestätigten, wie etwa Howard Brennan, der Oswald mit dem Gewehr am Fenster im fünften Stock gesehen hatte und von dem die erste Täterbeschreibung stammt. Auch habe die übergroße Mehrheit aller Ohrenzeugen (76,7 %) nur drei Schüsse gehört, an vier oder mehr Schüsse konnten sich nur 8,7 % erinnern. Andere Aufstellungen von Zeugenaussagen kommen zu einer Mehrheit für den Grashügel als Ausgangsort der Schüsse. Die unterschiedlichen Aussagen der Ohrenzeugen, was die Richtung betrifft, aus der die Schüsse kamen, ließen sich erklären, wenn man Echoeffekte in Rechnung stellt. Zudem seien Augenzeugenberichte oft unzuverlässig und es komme häufig zu Verschiebungen im Erinnerungsbild, wenn Zeugen Dinge, die sie lasen oder von anderen hörten, für eigene Erinnerungen halten. Insbesondere der Zapruder-Film und Oliver Stones Film JFK – Tatort Dallas hätten möglicherweise die Erinnerung von Zeugen überlagert oder verfälscht. Hinzu kämen Berichte von Menschen, die sich nur wichtig machen wollten oder aus anderen Gründen behaupteten, dabei gewesen zu sein. Jim Leavelle, ein ehemaliges Mitglied der Polizei von Dallas, schätzte 2011, wenn man alle Personen versammeln würde, die von sich behaupteten, am 22. November 1963 auf dem Grashügel gewesen zu sein, „würde das Rose Bowl Stadium nicht ausreichen“.
Eine besondere Bedeutung wird Geständnissen von (Mit-)Tätern und Aussagen von Mitwissern der angeblichen Verschwörung beigemessen, der Kennedy zum Opfer fiel. Solche Aussagen mit Täterwissen gibt es unter anderem von James Files, Billie Sol Estes, Barr McClellan, Frank Ragano, Carlos Marcello, Madeleine Brown und E. Howard Hunt. Der Politikwissenschaftler John McAdams listet mehr als zwanzig solcher Selbst- und Fremdbezichtigungen auf, die sich aber großenteils gegenseitig widersprechen.

### Zapruder-Film
Der Zapruder-Film ist ein wichtiger Ausgangspunkt für Zweifel an der Einzeltäterthese: Die Kritiker an der Darstellung des Warren-Berichts argumentieren, man sehe Gouverneur Connally 1,6 Sekunden später auf seine Schusswunde reagieren als Kennedy. Aus dieser Annahme wurde geschlossen, es müsse mehrere Schüsse aus unterschiedlichen Richtungen gegeben haben. Spätere, computergestützte Auswertungen des Films dokumentieren jedoch, dass Kennedy und unmittelbar darauf Connally reagierten. (Siehe auch unten unter Gegenargumente)
Ein weiteres Gegenargument sehen die Kritiker in Kennedys Kopfbewegung nach dem tödlichen Treffer. Diese sei ein deutlicher Hinweis darauf, dass der Schuss nicht von hinten aus dem Schulbuchlager, sondern von vorne kam. Mehrere forensische Untersuchungen haben dies jedoch widerlegt.
Obwohl der Zapruder-Film vielen als Beweis für eine Verschwörung gilt, glauben andere Verschwörungstheoretiker, er sei eine Fälschung: Er habe sich in der Nacht zum 24. November 1963 in einem Labor der CIA befunden und sei dort manipuliert worden, was man an unnatürlich raschen Bewegungen, unmöglichem Schattenfall, auf Einzelbildern auftauchenden bzw. verschwindenden Personen usw. erkenne. Der Photoingenieur Roland Zavada, der den Film Ende der 1990er Jahre im Auftrag des ARRB analysierte, gab indes an, keinerlei Hinweise auf Manipulationen entdeckt zu haben.

### Oswald
An der Persönlichkeit Oswalds machen Kritiker der Einzeltäterthese weitere Zweifel fest: Zum einen sei er durchaus nicht „psychisch zerrüttet“ gewesen, wie der Warren-Bericht behauptet habe. Zum anderen habe er überhaupt kein Motiv gehabt, Kennedy zu ermorden. Oswald hätte als bekennender Linker eher daran interessiert sein müssen, dass der Präsident die Politik der Entspannung und der Deeskalation gegenüber der Sowjetunion, gegenüber Kuba und Vietnam fortsetzte, die er nach der Raketenkrise und dem Abenteuer in der Schweinebucht eingeleitet habe. Einen Monat vor dem Attentat hatte Oswald noch bekundet, die Kennedy-Regierung leiste „ziemlich gute Arbeit, was die Bürgerrechte betrifft“. Anhänger der Alleintäterthese verweisen dagegen auf Oswalds problematische Persönlichkeit, seine Neigung zu Gewalt und seine linksradikalen politischen Überzeugungen, die sich nach seiner Festnahme darin zeigten, dass er den Polizisten erklärte, er habe nichts getan, wofür er sich schämen müsse – und nicht etwa, dass er niemanden erschossen habe. Die Presse grüßte er mit erhobener Faust.
Wenige Wochen vor dem Attentat soll sich Oswald bemüht haben, den Führerschein zu machen, und sich für den Kauf eines teuren Autos interessiert haben, das er sich von seinem Hilfsarbeiterlohn nicht leisten konnte. Er erwarte in naher Zukunft eine größere Summe, erklärte er. Das lässt sich als Hinweis auf eine Belohnung deuten, die ihm seine Auftraggeber oder Mitverschwörer für seine Tat in Aussicht gestellt hätten.
Einige Kritiker der Alleintäterthese bezweifeln die Behauptung des Warren-Reports, Oswald habe keine Beziehungen zu den amerikanischen Geheimdiensten gehabt: Bei einem Kommunisten, als der sich Oswald seit seinem 16. Lebensjahr bekannte, der auf der sicherheitsrelevanten Basis der Spionageflugzeuge U-2 Dienst getan und anschließend zum Feind in die Sowjetunion übergelaufen sei, der sich nach seiner Rückkehr ostentativ für Castros Kuba eingesetzt und sogar versucht habe, ein Visum dorthin zu bekommen, sei das nicht glaubhaft. Hinzu kommt, dass Oswald auch Beziehungen zu Castro-Gegnern und Antikommunisten unterhielt wie George de Mohrenschildt, einem russischen Emigranten, der Kontakte zur CIA hatte und in den Monaten vor dem Attentat ein enger Freund und wohl auch Geldgeber Oswalds wurde.
Andere bestreiten die politisch linke Gesinnung Oswalds. Der Historiker David E. Kaiser glaubt, dass Oswalds ungeschicktes Agieren für das linke Fair Play for Cuba Committee (deutsch: „Komitee für einen fairen Umgang mit Kuba“), dessen Generalsekretär und einziges Mitglied er in New Orleans war, nur dazu gedient haben könnte, dessen Reputabilität zu stören, ganz wie es das COINTELPRO des FBI vorsah. Die Adresse, die Oswald auf seinen Flugblättern nannte, lag zudem in einem Haus, in dem auch Guy Banister sein Büro hatte, ein ehemaliger FBI-Mann mit Verbindungen sowohl zu antikommunistischen Exilkubanern als auch zur Mafia. Das wurde von Staatsanwalt Garrison und anderen Kritikern der Alleintäterthese als Beleg dafür gewertet, dass Banister etwas mit dem Attentat zu tun hätte; Oswald soll auch mit ihm gesehen worden sein. Dem wird entgegengehalten, dass Banisters Büro zwar im selben Gebäude lag, aber nur von einer anderen Straße aus erreichbar war. Oswald habe vielmehr eine fiktive Adresse angegeben, die in der Nähe seines damaligen Arbeitsplatzes lag.

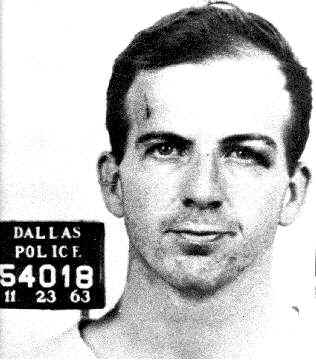
Oswald nach seiner Verhaftung am Tag des Attentats

Die CIA führte ausführliche Akten über Oswald, doch als die CIA-Station in Mexiko-Stadt Informationen über ihn anforderte, erhielt sie eine schmale Akte, die nur die Zeit bis 1961 umfasste. Die seinerzeit zuständige CIA-Mitarbeiterin Jane Roman wertete dies 1995 in einem Interview als Beleg dafür, dass die CIA ein „starkes Interesse an Oswald“ gehabt habe, was aber nur Eingeweihten bekannt werden sollte. Die kubanische und die sowjetische Botschaft in Mexiko-Stadt wurden von der CIA überwacht, doch die Personenbeschreibung, die sie am 10. Oktober ans FBI und andere Bundesbehörden schickte, beschrieb nicht Oswald, sondern einen deutlich älteren, kräftigeren Mann mit zurückgehendem Haar. In der Aufnahme eines abgehörten Telefonats Oswalds mit der sowjetischen Botschaft spricht der Anrufer in schlechtem, kaum verständlichen Russisch. Oswald selbst hatte zwei Jahre in der Sowjetunion gelebt und sprach mit seiner Frau russisch – er hatte keine Sprachprobleme. Akten aus der CIA-Zentrale in Mexiko wurden 1971 von James Jesus Angleton, dem Leiter der Spionageabwehrabteilung der CIA, persönlich beiseitegeschafft. Dies hat zu dem Verdacht beigetragen, dass es nicht Oswald selbst war, der in Mexiko ein Visum für Kuba beantragte, sondern nur jemand, der sich für ihn ausgab, und dass die CIA etwas zu verbergen hatte.
Zweifel weckt auch Oswalds mangelndes Können als Scharfschütze: Beim Militär erreichte er beim Schießen gerade einmal die unterste Kategorie („marksman“), von der obersten („expert“) war er weit entfernt.
Außerdem soll Oswald Ende September oder Anfang Oktober 1963 gemeinsam mit zwei entschiedenen Antikommunisten der Anti-Castro-Bewegung in Dallas eine Exilkubanerin namens Sylvia Odio besucht haben, um Spenden zu akquirieren; in einem Telefongespräch einige Tage später habe einer der beiden Begleiter sich ihr gegenüber abfällig über Oswald geäußert, der „loco“, also wahnsinnig sei und die irrige Meinung geäußert habe, „ihr Kubaner könntet Kennedy töten dafür, was er euch in der Schweinebucht angetan hat“. Dem wird entgegengehalten, dass sich Odio nicht mehr sicher war, als ihr ein Photo Oswalds vorgelegt wurde; dieser befand sich Ende September zudem auf dem Weg nach Mexiko-Stadt, wo er vergebens versuchte, ein Visum für Kuba zu erhalten, Anfang Oktober war die Zeugin bereits aus Dallas weggezogen. Am 25. September war Oswald nach einer Zeugenaussage nicht in Dallas, sondern in Houston, wo er in einem Ortsgespräch versuchte, mit einem Mitglied der Socialist Labor Party Kontakt aufzunehmen. Der amerikanische Politikwissenschaftler John McAdams vermutet daher, dass der Besuch bei Odio nur eine der über hundert Oswald-Sichtungen war, die nach dem Attentat überall bekannt wurden – auch an Orten, an denen Oswald unmöglich gewesen sein konnte. Zudem stehe die Episode im Widerspruch zu dem Verschwörungsnarrativ, wonach Oswald als Linker habe präsentiert werden sollen. Ein Auftritt mit Castro-Gegnern ergebe daher keinen Sinn.

### Die „Backyard-Photos“

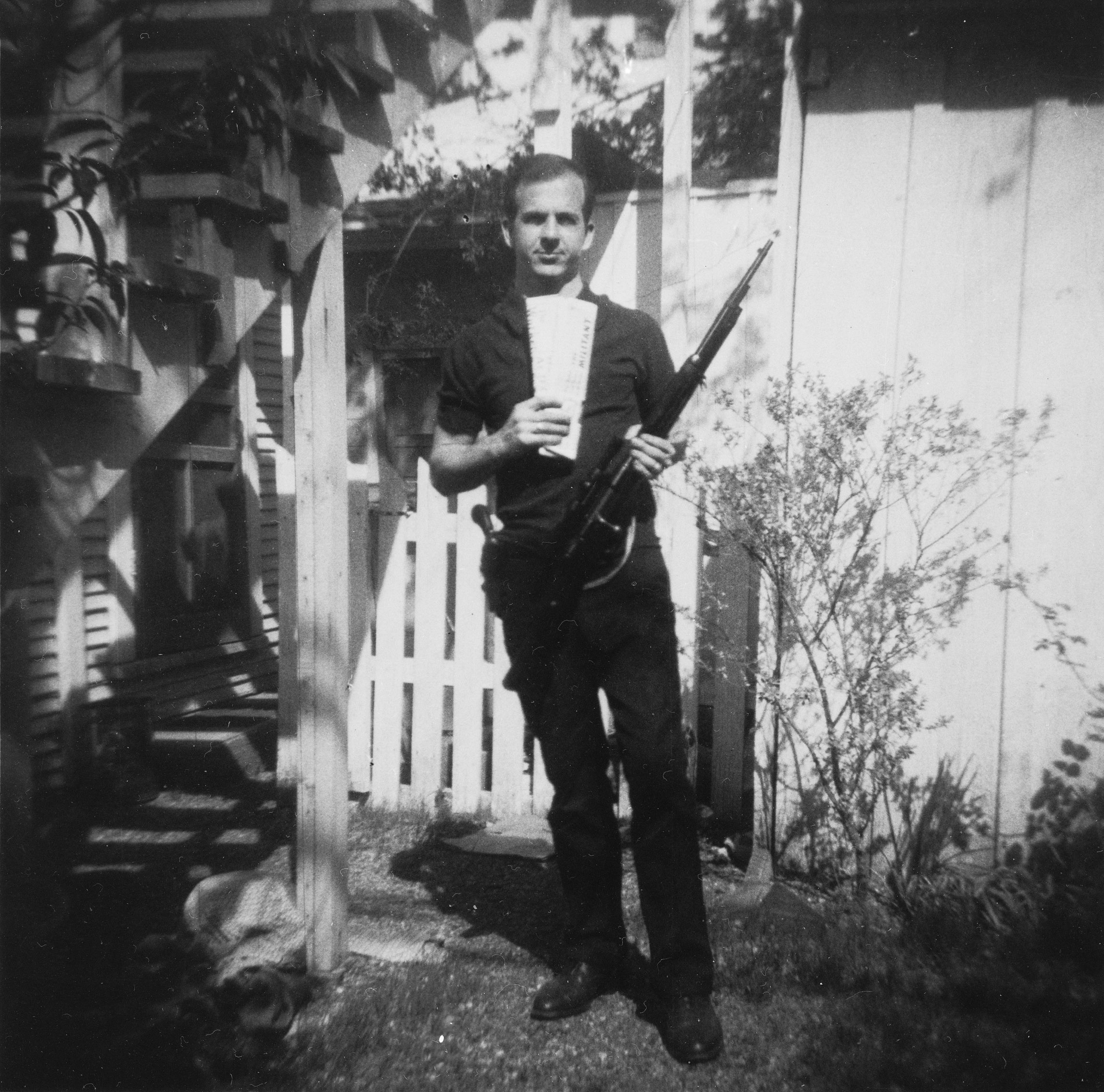
Eines der umstrittenen „Backyard-Photos“ vom 31. März 1963

Photos vom 31. März 1963, auf denen Oswald mit kommunistischen Zeitungen und einem Gewehr in der Hand in seinem Hinterhof posiert, werden von Kritikern der Alleintäterthese als Fälschungen bezeichnet, weil Oswald nach seiner Festnahme ihre Authentizität bestritt und die Schatten in seinem Gesicht und die seines Körpers von verschiedenen Ständen der Sonne stammen sollen. Zudem sei Oswalds Kinn in Wahrheit weniger kantig gewesen. Die Sonne stehe hoch und mittig über dem Nasenrücken, weil der Nasenschatten kurz und symmetrisch zum Nasenrücken sei. Beide Seiten des Halses müssten mithin in gleicher Weise von der Sonne beleuchtet sein und der Schatten des Körpers müsste kurz und genau nach hinten, d. h. parallel zum Nasenrücken, gerichtet sein. Beides treffe aber nicht zu.
Die Authentizität der Bilder wurde von mehreren Spezialisten für Photographie bestätigt. Der amerikanische Informatikprofessor Hany Farid kam 2009 bei seiner Untersuchung zu dem Schluss, es sei „in hohem Maße unwahrscheinlich, dass irgendjemand eine so perfekte Fälschung mit der Technologie habe bewerkstelligen können, die 1963 zur Verfügung stand“. Oswalds Witwe sagte später wiederholt aus, sie selbst habe die Aufnahmen gemacht. Auch bestätigte eine Mitarbeiterin der Zeitung The Militant, an die Oswald die Bilder zum Beweis seiner revolutionären Entschlossenheit im April 1963 gesandt hatte, sie erhalten zu haben, wunderte sich aber gleichzeitig über die Naivität, mit der der Absender ein trotzkistisches und ein stalinistisches Blatt gleichzeitig präsentierte.

### Obduktionsergebnisse

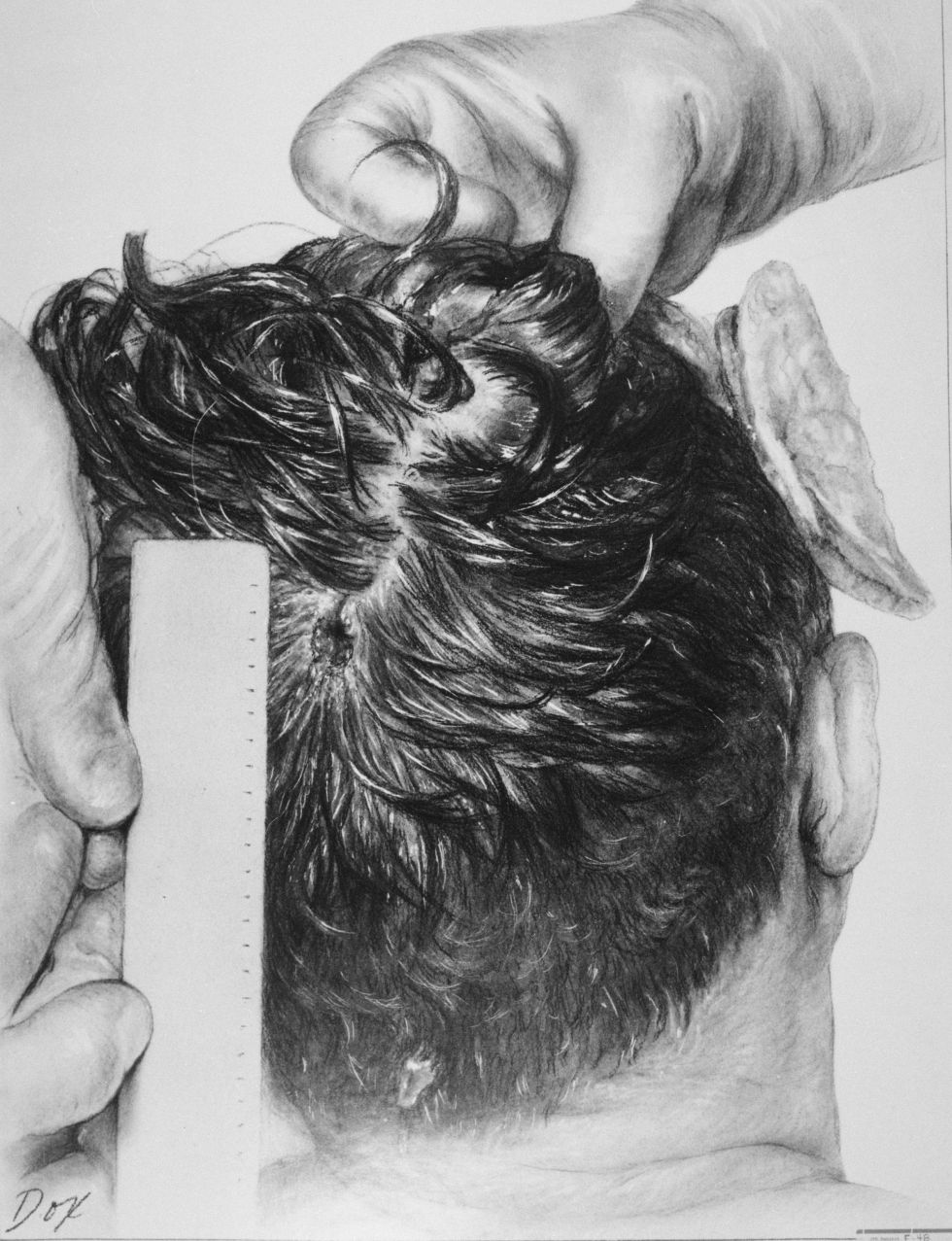
Offizielle Zeichnung des Hinterkopfs von JFK, angeblich gemäß der Obduktion im Bethesda-Krankenhaus nach einem Photo angefertigt. Eine kleine, fast kreisrunde Wunde ist unterhalb und rechts vom oberen Ende des Lineals erkennbar.

Kritiker des Warren-Reports weisen auf Widersprüche zwischen den Berichten der Ärzte im Parkland Hospital und den Obduktionsergebnissen aus dem Bethesda Naval Hospital hin. In Dallas hatten die Ärzte die Wunde an Kennedys Kehle für eine Eingangswunde gehalten. Bei der Obduktion wurde die Kehlkopfwunde als wesentlich größer beschrieben, was aber auf den im Parkland Hospital durchgeführten Luftröhrenschnitt zurückgeführt werden kann. Der Arzt im Parkland Hospital Robert McClelland beharrte bis zu seinem Tod darauf, dass die große Wunde an Kennedys Hinterkopf eine Austrittswunde gewesen sei. Die Warren-Kommission zog ausschließlich die schriftlichen Berichte aus dem Parkland Hospital heran, auf Röntgenbilder und Photos verzichtete man. Daraufhin wurden Verdächtigungen laut, die Bilder seien gestohlen oder verändert worden. Ein Autor stellte die Hypothese auf, Kennedys Leichnam sei auf dem Weg von Dallas nach Washington gestohlen und heimlich manipuliert worden, um Eintritts- als Ausgangswunden erscheinen zu lassen. Dies lässt sich aber zeitlich nicht mit den Transportberichten vereinbaren, zumal der Sarg nie unbeobachtet blieb.
Kommissionsmitglied Gerald Ford ließ die Lokalisierung der Schusswunde am Rücken im Warren-Report verändern: Nur eine Eintrittswunde an Kennedys Hals würde zu einem Schuss von hinten und oben passen. Eine niedrigere Wunde am Rücken würde auch besser zum Einschussloch in Kennedys Kleidung passen. Hiergegen führen Vertreter der Alleintäterthese an, dass der Präsident im Moment des Schusses winkte, wodurch sich sein Jackett ausbeulte.
Die Aussagen aus dem Bethesda- und dem Parkland-Krankenhaus differieren auch darin, ob die Kopfwunde das Hinterhauptbein (lateinisch: Os occipitale) oder eher seitlich das Scheitelbein (lateinisch: Os parietale) oberhalb des rechten Ohres betraf, ob Hirn oder Kleinhirnmasse sichtbar austrat und ob an der Wunde noch Kopfbehaarung hing oder nicht; die Ärzte im Parkland Hospital hatten die zweite, kleinere Kopfwunde gar nicht bemerkt. John McAdams weist auf die verbreitete Ungenauigkeit bei der Unterscheidung von parietal bone und occipital bone hin; viele der Zeugen, die eine Einschusswunde am Hinterkopf gesehen haben wollten, widersprächen sich gegenseitig, und auch die Aussagen anderer Zeugen seien offenkundig nicht zuverlässig: So sagten fünf Zeugen, die im Parkland Hospital zugegen waren, aus, sie hätten eine klaffende Wunde an der linken Seite von Kennedys Kopf gesehen. Larry Sabato erklärt die Abweichungen in den Aussagen beider Ärzteteams mit Irrtümern und Fehlern, die auf den Zeitdruck zurückzuführen seien, unter dem sie arbeiteten, und auf Erschöpfung: Die Obduktion im Bethesda Hospital dauerte bis in die frühen Morgenstunden. Diese Fehler, vor allem aber dass der Leichnam gesetzwidrig aus Dallas fortgeschafft wurde, seien eine Ursache für die anhaltenden Kontroversen.
Bei einer Überprüfung des Obduktionsberichts aus dem Bethesda Naval Hospital bestätigte das Clark-Panel, dem alle Photos und Röntgenaufnahmen vorlagen, 1968 die Ergebnisse des Warren-Berichts voll und ganz. Die angeblich gefälschten Röntgenaufnahmen und Photographien der Autopsie im Bethesda Naval Hospital wurden von dem Röntgentechniker John Stringer im November 1966 in den National Archives geprüft und als genau die Bilder erkannt, die er drei Jahre zuvor angefertigt hatte. Sie bestätigen, dass Kennedy von Schüssen getroffen wurde, die von hinten kamen.

### Ballistik

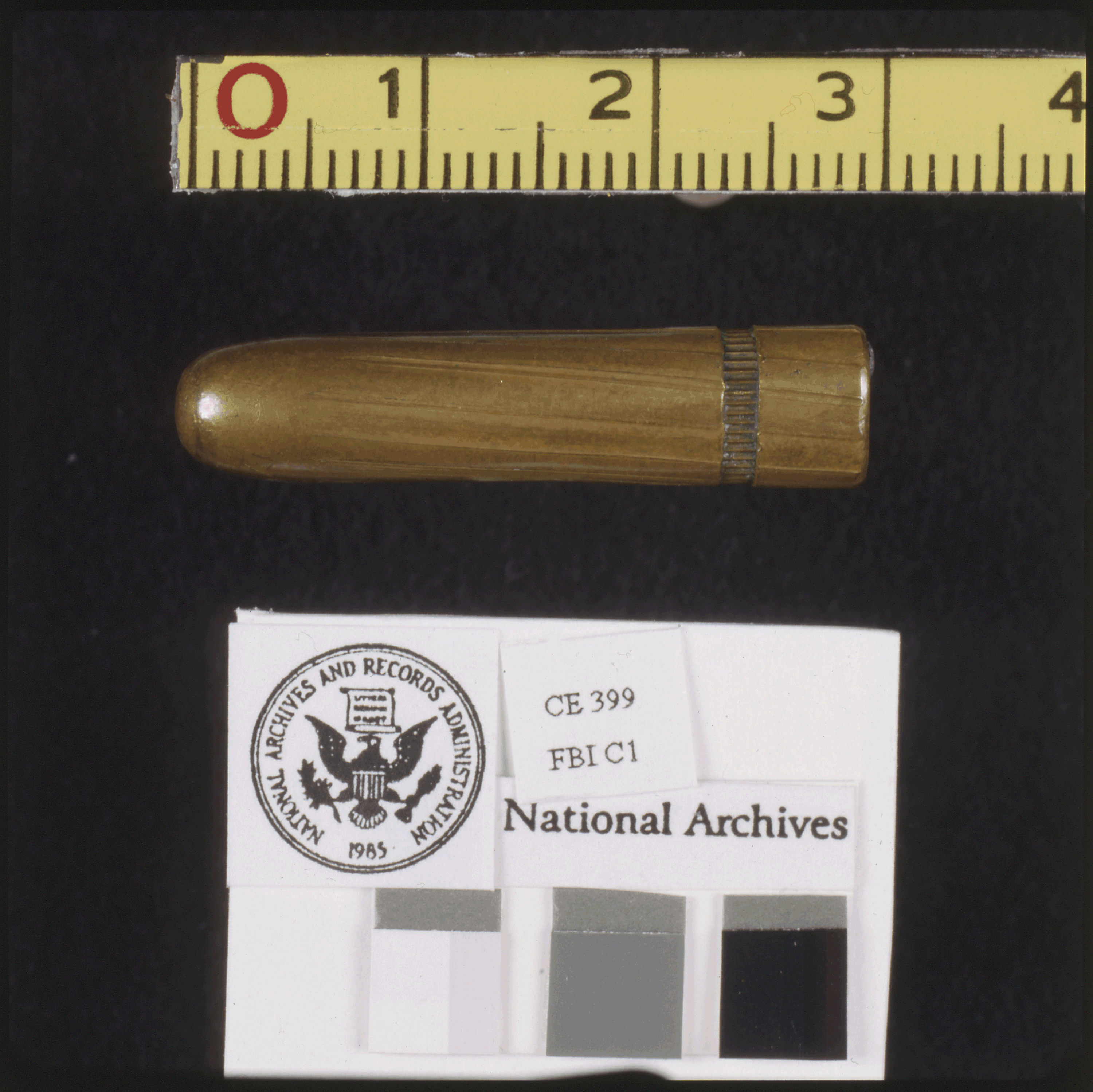
Die „einzelne Kugel“= CE 399

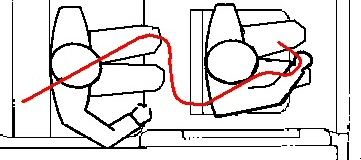
Der Weg, den die „einzelne Kugel“ nach Darstellung Garrisons hätte nehmen müssen

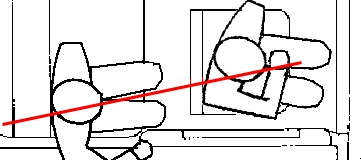
Die „Theorie der einzelnen Kugel“ bei korrigierter Sitzanordnung und -position

Von Kritikern der Alleintäterthese werden mehrere ballistische Argumente angeführt. Vor allem die Geschichte der „Theorie der einzelnen Kugel“ (engl.: single bullet theory), die zu sieben Verletzungen an Kennedy und Connally geführt haben soll, stößt auf Skepsis. Diese Kugel sei beinahe unverformt auf Connallys Trage im Parkland Hospital gefunden worden. Kritiker spekulieren, dass sie nicht einfach aus der Wunde des Gouverneurs gefallen, sondern absichtsvoll dort platziert worden sei. Der Finder der Kugel sei bei der Vernehmung durch die Warren-Kommission dazu gedrängt worden, anzugeben, er habe diese Kugel möglicherweise auf Connallys Trage gefunden. Bei anderen Gelegenheiten habe er eine andere Trage als Fundort angegeben.
Eine Neutronenaktivierungsanalyse ergab 2004, alle gefundenen Kugeln und Fragmente einschließlich der von Connallys Trage stammten von zwei Schüssen, die aus demselben Mannlicher-Carcano-Gewehr abgefeuert worden seien. Dem widersprach eine Studie der Texas A&M University aus dem Jahr 2007, nach der nicht ausgeschlossen sei, dass die gefundenen Geschosse und Geschossreste aus verschiedenen Gewehren derselben Marke abgefeuert wurden.
Gegen die Theorie der einzelnen Kugel spricht nach Ansicht des Historikers Michael L. Kurtz außerdem Connallys Rückenwunde, die sein behandelnder Chirurg aus dem Parkland Hospital als normale Einschusswunde beschrieb; hätte die Kugel zuvor ein anderes Objekt getroffen, wäre eine größere Wunde zu erwarten gewesen. Auch sei es unwahrscheinlich, dass eine Kugel, die mehrere Körper durchschlagen habe, unverformt blieb. Nach Aussage von Experten für Schusswunden hatten Testschüsse auf Tierkadaver und auf eine menschliche Leiche mit dem angeblichen Attentatsgewehr eine deutliche Verformung der Geschosse ergeben. Zudem erinnerten sich Connally und seine Frau, dass zwei verschiedene Kugeln ihn und den Präsidenten trafen.
Jim Garrison hatte im Prozess darauf aufmerksam gemacht, dass diese Kugel mehrfach ihre Richtung geändert haben müsse, um den von der Warren-Kommission angenommenen Verlauf zu nehmen. Vertreter der Alleintäterthese führen dagegen an, dass die Kritiker von einer falschen Sitzordnung Kennedys und Connallys ausgegangen seien: Dieser habe auf dem deutlich niedrigeren Notsitz unmittelbar vor dem Präsidenten gesessen, sodass laut einer dreidimensionalen Computeranalyse, die im Rahmen des mock trial der ABA 1992 angefertigt wurde, eine einzelne Kugel tatsächlich habe alle sieben Wunden verursachen können und nur von einer hohen Position hinter Kennedy aus hätte abgeschossen werden können.
Der amerikanische Experte für Computeranimation Dale Myers entwarf auf der Grundlage sämtlicher zur Verfügung stehender Filme, Photographien und Baupläne in zehnjähriger Arbeit eine 3D-Simulation des Attentats. Das Ergebnis wurde 2003 in der Dokumentation The Kennedy Assassination: Beyond Conspiracy („Der Kennedy-Mord – jenseits der Verschwörung“) auf ABC gezeigt, die einen Emmy gewann. Folgt man dieser Simulation, kamen die Schüsse, die Kennedy und Connally trafen, aus einem schmalen Winkel, in dem sich auch einige Fenster im fünften Stock des Schulbuchlagers befinden, darunter auch das, von dem aus Oswald geschossen haben soll.
Ebenfalls umstritten ist, ob es für einen eher durchschnittlichen Schützen wie Oswald technisch möglich war, innerhalb von maximal sieben Sekunden drei Schüsse durch eine Baumgruppe hindurch auf ein fahrendes Ziel abzugeben.
Kritiker des Warren-Reports verweisen zudem auf den Zeugen James Tague, der zum Tatzeitpunkt in der Nähe der Unterführung stand und von einem Geschossfragment leicht verletzt wurde. Dass dies von einer Kugel stammte, die im über 150 Meter entfernten Schulbuchlager am anderen Ende des Platzes abgefeuert wurde, sei unwahrscheinlich. Auch hatte sich die Warren-Kommission außerstande erklärt, den Querschläger einem der drei Schüsse sicher zuzuordnen. Gerald Posner vermutet, dass er von Oswalds erstem, fehlgegangenem Schuss stammte.

### Ruby
Kritiker der Einzeltäterthese interpretieren auch Oswalds Ermordung als Indiz für eine Verschwörung. Der Nachtklubbesitzer Jack Ruby, der Verbindungen zur amerikanischen Mafia hatte, handelte in dieser Version nicht spontan und um der von ihm verehrten Jackie Kennedy den schmerzlichen Strafprozess zu ersparen, sondern um zu verhindern, dass die wahren Hintermänner und Hintergründe des Attentats ans Licht kämen. Ob Ruby spontan handelte oder in den zwei Tagen zuvor schon mehrfach versucht hatte, an Oswald heranzukommen, um ihn zu erschießen, ist umstritten: Nach Gerald Posner konnte er am 24. November gar nicht wissen, dass Oswald gerade jetzt überstellt werden sollte; auch deute sein Verhalten unmittelbar vor dem Mord – er hatte einer seiner Stripperinnen in einem Büro der Western Union Geld angewiesen und seinen Hund im Auto gelassen – nicht auf ein geplantes Attentat hin; nach David E. Kaiser hätte er Informanten innerhalb der Polizei von Dallas haben können, die ihm den Überstellungstermin verraten hätten. Umstritten ist in diesem Zusammenhang auch, auf welchem Weg Ruby ins Polizeipräsidium gelangte. Er selbst sagte aus, über die Zufahrtsrampe gelaufen zu sein, wogegen die Aussage der Polizisten steht, die die Rampe bewachten. Er könnte deshalb auch über einen Nebeneingang ins Gebäude gelangt sein. Dann hätte er gelogen, was als Indiz dafür gewertet wird, dass er die wahren Hintergründe seiner Tat vertuschen wollte.
Ein Jahr nach seiner Verurteilung deutete Ruby in einem Fernsehinterview an, dass er selbst das Opfer einer Verschwörung sei:

„Die Welt wird niemals die wahren Tatsachen erfahren: mit anderen Worten, meine wahren Motive. […] Unglücklicherweise werden diese Leute, die so viel zu gewinnen haben und ein starkes Motiv hatten, mich in diese Lage zu bringen, in der ich bin, niemals zulassen, dass die wahren Tatsachen ans Tageslicht der Welt kommen.“

Ruby bat den Vorsitzenden der Warren-Kommission, in Washington vor Präsident Johnson persönlich aussagen zu dürfen, um ihn davon zu überzeugen, dass er kein Teil einer Verschwörung sei. Bei einer Aussage in Dallas würden er und seine Geschwister in Lebensgefahr geraten. Warren lehnte ab. Diese Befürchtungen werden mit Rubys geistigem Gesundheitszustand erklärt, der sich seit seinem Prozess deutlich verschlechterte. Nach Aussage seiner Schwester Eva vor der Warren-Kommission wurde er von der paranoiden Vorstellung verfolgt, die US-Regierung plane einen Holocaust an allen Juden, die als Sündenbock für die Ermordung Kennedys herhalten müssten. Ruby wähnte, im unteren Stockwerk des Gefängnisses von Dallas, in dem er einsaß, wären bereits 160 Millionen Juden ermordet worden. Kurz vor seinem Tod erklärte er wiederum, es gebe nichts zu verbergen, er habe ganz allein gehandelt.

### Gegenargumente
- Das Mannlicher-Carcano-Gewehr war dieselbe Waffe, mit der Oswald bereits am 10. April 1963 ein misslungenes Attentat auf den rechtsradikalen General Edwin Walker verübt hatte.[146] Dass es von zwei Polizisten zunächst als eine Mauser identifiziert worden war, was verschiedentlich als Beweis gegen eine Alleintäterschaft Oswalds angeführt wird, erklärt einer der beiden damit, dass er den Markennamen Mauser als Gattungsnamen für ein Repetiergewehr verwendet habe.[147] Tatsächlich sehen beide Gewehre ähnlich aus. Filmaufnahmen, die zeigen, wie die Waffe aufgefunden wurde, zeigen, dass es sich um eine Mannlicher-Carcano handelte.[148]
- Der Politikwissenschaftler John McAdams erklärt die zahlreichen Sichtungen Oswalds, die als Beleg für seine Verwicklung in eine Verschwörung angeführt werden, als unglaubwürdige Konstruktionen von Erinnerungen, zu denen es erst nach dem Attentat gekommen sei. So habe sich eine große Zahl angeblicher Augenzeugen lebhaft erinnert, Oswald an Orten gesehen zu haben, an denen er unmöglich gewesen sein konnte. Allein vierzehn Bewohner der Kleinstadt Alice sagten etwa aus, ihn in der ersten Oktoberwoche 1963 gesehen oder sogar mit ihm gesprochen zu haben – Oswald war an diesen Tagen jedoch nachweislich mehrere hundert Kilometer weiter nördlich in Dallas und bei seiner Familie in Irving.[149]
- Oswald war gesehen worden, wie er am Morgen des 22. November beim Betreten des Lagerhauses einen in Papier eingewickelten länglichen Gegenstand trug. Darauf angesprochen, hatte er gesagt, es handele sich um Gardinenstangen, die er zur Dekoration seines Zimmers benötige. Das Papier fand sich im Lagerhaus, aber keine Gardinenstange.[150] Zudem war Oswalds Zimmer bereits mit Vorhängen ausgestattet, das heißt, er sagte die Unwahrheit.[151]
- Oswald behauptete nach seiner Festnahme, ein Alibi zu haben, denn er sei zur Tatzeit nicht im fünften Stock gewesen, sondern mit einem Kollegen im Erdgeschoss zur Mittagspause. Der Kollege bestritt, mit Oswald gegessen zu haben; auch andere Angestellte, die gegen 12.30 Uhr im Pausenraum gewesen waren, konnten sich nicht erinnern, ihn dort gesehen zu haben.[152]
- Zwei Kugelfragmente wurden in Kennedys Wagen gefunden, wo sie die Windschutzscheibe von innen beschädigt hatten. Das ist nur zu erklären, wenn der Schuss von hinten abgefeuert wurde.[153]
- Computergestützte Auswertungen des Zapruder-Films ergaben, dass Connally deutlich früher getroffen wurde, als dieser selbst angegeben hat. Zu erkennen sind Bewegungen des rechten Arm und der Hand, des Revers’ und des Hutes, kurz nachdem Kennedy getroffen wurde. Die Bewegung am Revers passt zur Schusswunde, die er dort erlitt.[154]
- Die Annahme von Verschwörungstheoretikern wie Jim Garrison und Jim Marrs, Mitglieder gleich mehrerer großer Organisationen (die Mafia, die CIA, das FBI, das amerikanische Militär …) seien in den Kennedy-Mord verstrickt gewesen, wird für unglaubwürdig gehalten: Je mehr Mitwisser die angebliche Verschwörung hatte, desto höher sei die Wahrscheinlichkeit, dass Informationen darüber irgendwann an die Öffentlichkeit gelangten.[155]
- Der Liste von über hundert gewaltsamen oder ungeklärten Todesfällen von Zeugen oder angeblichen Mitwissern des Attentats, die Jim Marrs zusammenstellte, stehen mehr als 10.000 Menschen gegenüber, die von der Warren-Kommission oder anderen Untersuchungsausschüssen im Zusammenhang mit dem Kennedy-Mord vernommen wurden und überlebten. Auch der Secret-Service-Mann Roy Kellerman wurde in diese Liste aufgenommen, der 1984 im Alter von 69 Jahren an einem Herzanfall starb. Das zeigt nach John McAdams den Mangel an Plausibilität dieser „Todesliste“, denn einen Zeugen zum Schweigen zu bringen, nachdem er 19 Jahre lang wiederholt sein Detailwissen öffentlich gemacht hat, wäre unsinnig.[156]

### Verschwörungstheorien
Die Kritiker der Einzeltäterthese haben eine Vielzahl von Indizien und Argumenten vorgebracht, weshalb Oswald nicht der Täter oder zumindest nicht der alleinige Täter sein könne. Es ist ihnen aber nicht gelungen, sich auf eine kohärente Gegenthese zu einigen, die die offenen Fragen schlüssiger beantworten würde als der Warren-Report. Wer wirklich hinter der von ihnen angenommenen Verschwörung gegen Kennedy steckte, ist auch unter ihnen umstritten. In einer Gallup-Umfrage aus dem Jahr 2003 unter 471 US-Amerikanern über 18 Jahren wurden als an dem Attentat mutmaßlich Beteiligte an erster Stelle die Mafia (von 37 % der Befragten) genannt, an zweiter Stelle die CIA (34 %), an dritter Stelle Kennedys Nachfolger Johnson (18 %) und danach Kuba und die Sowjetunion (jeweils 15 %).

#### Mafia
Ein naheliegender Gegenstand für Verschwörungsspekulationen war La Cosa Nostra, die amerikanische Mafia. Das Attentat könnte in dieser Perspektive eine Reaktion auf den erheblichen Verfolgungsdruck sein, unter den Kennedys Bruder Robert als Justizminister führende Köpfe des organisierten Verbrechens gesetzt hatte, namentlich Sam Giancana, Santo Trafficante und Carlos Marcello. Sie alle profitierten von großzügigen Darlehen, die ihnen Jimmy Hoffa, der Chef der mafianahen Teamster-Gewerkschaft, aus der Pensionskasse seiner Organisation zu gewähren pflegte. Durch die bevorstehende Verurteilung Hoffas drohte diese Finanzquelle zu versiegen. Dadurch schien sich Kennedy der Mafia gegenüber als undankbar zu erweisen, denn einerseits hatten die Gangster im Rahmen der Operation Mongoose bei verschiedenen Anschlagsversuchen auf Castro eng mit der CIA zusammengearbeitet. Zum anderen hatte Giancana über seinen Freund Frank Sinatra für Kennedys Wahlkampf gespendet und seine Geliebte Judith Campbell mit Kennedy geteilt. Nach dem Attentat habe sich die Mafia Rubys als Handlanger bedient, um den unbequemen Oswald zu beseitigen.

Nach einer Aussage seines Anwalts Frank Ragano soll Trafficante am 13. März 1987 in Tampa auf Italienisch zu ihm gesagt haben: 

„Carlos [gemeint ist Carlos Marcello] hat es vermasselt. Wir hätten nicht Giovanni [das heißt John F. Kennedy] umbringen sollen. Wir hätten Bobby [gemeint ist Robert Kennedy] umbringen sollen.“

 Da sich Trafficante an diesem Tag aber gar nicht in Tampa aufhielt, sondern in Miami, wird diese Aussage für unglaubwürdig gehalten.

#### CIA
In vielen Verschwörungstheorien um die Ermordung Kennedys wird die CIA genannt. Kennedy soll nach einem Bericht der New York Times nach dem Schweinebucht-Fiasko gedroht haben, er wolle die CIA „in tausend Stücke zersplittern und in alle Winde zerstreuen“. Das wird als Hauptgrund für eine Gegnerschaft gesehen. Oswald erscheint in diesen Spekulationen entweder als willenloses Werkzeug, den man sich mit Mitteln der Bewusstseinskontrolle, wie sie in den 1960er Jahren gerade unter MKULTRA ausprobiert wurden, gefügig gemacht habe, oder als bloßer Strohmann. Die wahren Schützen seien die drei Landstreicher gewesen, die die Polizei kurz nach dem Attentat auf dem Bahnhofsgelände festnahm, bald aber wieder laufen ließ. In zwei von ihnen erkannten einige Kritiker des Warren-Berichts die CIA-Leute und späteren Watergate-Einbrecher Frank Sturgis und E. Howard Hunt, doch die mittlerweile freigegebenen Akten der Polizei von Dallas zeigen, dass es sich wirklich um einfache Landstreicher handelte. Der Historiker John Newman glaubt, dass die CIA Oswald als Strohmann und Sündenbock aufgebaut habe. Als Beleg führt er unter anderem Oswalds Besuch der sowjetischen Botschaft in Mexiko-Stadt und seine Kontaktaufnahme mit einem „Genossen Kostin“ an – angeblich einem KGB-Agenten, der an Attentaten und Sabotagetätigkeiten beteiligt sein soll. Dieser Kontakt habe nach dem Attentat der Befürchtung Nahrung gegeben, die Sowjetunion könne dahinter stecken; Johnson habe ihn genutzt, um Warren zu nötigen, den Vorsitz des nach ihm benannten Ausschusses zu übernehmen und die Ermittlungen in Richtung einer Verschwörung zu beenden.

#### Lyndon B. Johnson
Kennedys Nachfolger Johnson wird nachgesagt, hinter dem Attentat zu stecken, da er nun selbst Präsident wurde und die Ermittlungen der Warren-Kommission nachweislich bremste. Nach einer späteren Aussage seiner Sekretärin Evelyn Lincoln habe Kennedy bei den Präsidentschaftswahlen 1964 nicht mehr mit ihm, sondern mit Terry Sanford antreten wollen. Nach dem Rechtsanwalt Barr McClellan soll Johnson am Tag vor dem Attentat zu seiner angeblichen Geliebten Madeleine Duncan Brown gesagt haben: „Übermorgen werden mir diese gottverdammten Kennedys nie wieder Ärger machen. Das ist keine Drohung – das ist ein Versprechen.“ Nachdem 2003 auch der History Channel des Fernsehens diese Version verbreitet hatte, protestierten die ehemaligen Präsidenten Gerald Ford und Jimmy Carter sowie einige ehemalige Mitarbeiter. Der Sender ließ McClellans Angaben überprüfen und erklärte am 2. April 2004 öffentlich, die Behauptung, Johnson sei in den Kennedy-Mord verwickelt gewesen, für unbegründet und entschuldigte sich bei dessen Witwe für die Ausstrahlung.

#### Fidel Castro
Nach einigen Verschwörungstheoretikern habe Fidel Castro Kennedy ermorden lassen, als Vergeltung für die zahlreichen Mordversuche, die CIA und Mafia gemeinsam gegen seine Person zu verantworten hätten. Im September 1963 warnte Castro öffentlich, dass führende Politiker der USA nicht sicher würden leben können, wenn sie glaubten, ihn töten lassen zu können.
2006 stellte der deutsche Journalist Wilfried Huismann in seinem Dokumentarfilm Rendezvous mit dem Tod: Warum John F. Kennedy sterben musste die These auf, Oswald habe in der kubanischen Botschaft in Mexiko-Stadt im September 1963 6500 US-$ für sein Angebot erhalten, Kennedy umzubringen. Die US-Regierung habe das gewusst – Johnson erklärte 1968 einem ABC-Journalisten gegenüber: „Kennedy versuchte, Castro zu erwischen, aber Castro hat ihn als erster erwischt“ –, diese Spur aber aus Furcht vor einem Krieg nicht weiter verfolgt. In den deutschen Medien wurde Huismanns These mit Skepsis aufgenommen, unter anderem, weil die angebliche Übergabe des Mordlohns in der Botschaft stattgefunden haben soll, die aber, wie die Kubaner sehr wohl wussten, von den Amerikanern abgehört wurde. Aus den abgehörten Telefongesprächen der Botschaft lässt sich einzig Oswalds Wunsch erkennen, via Kuba in die Sowjetunion zurückzukehren, über ein Attentat auf den Präsidenten wurde nicht gesprochen.

#### Sowjetunion
Die Behauptung, die Sowjetunion stecke hinter dem Attentat, wurde von dem britischen Anwalt Michael Eddowess in einem 1975 erschienenen Buch vertreten. Danach habe Chruschtschow dafür gesorgt, dass nicht Oswald selbst, sondern ein Doppelgänger unter seinem Namen in die USA zurückkehrte, der dann im Auftrag des KGB den Präsidenten erschossen habe. Motiv soll Rache für die in der Kubakrise erlittene Demütigung gewesen sein. Jack Ruby sei ebenfalls ein KGB-Agent gewesen. Um seine These zu beweisen, veranlasste Eddowess 1981, dass Oswalds Leichnam exhumiert wurde. Ein Vergleich mit Oswalds zahnärztlichen Krankenakten ergab jedoch, dass der echte Oswald in dem Grab lag.

#### Exilkubaner
Auch verschiedene militante Organisationen von Exilkubanern werden als Hintermänner des Attentats vermutet. Nach dem Historiker David E. Kaiser waren sie von dem uneindeutigen Kurs der Kennedy-Regierung enttäuscht, die auch nach der Kubakrise und dem offiziellen Ende der Operation Mongoose weiterhin auf einen Regimewechsel auf der Insel setzte und Sabotage- und Mordanschläge unterstützte oder tolerierte, andererseits aber, um international ihr Gesicht zu wahren und Vergeltungsmaßnahmen der Sowjetunion in der Berlin-Frage zu vermeiden, offiziell jede Verbindung zu rechtsgerichteten Exilgruppen abstritt. Daher hätten diese Gruppen in Zusammenhang mit der Mafia Lee Harvey Oswald dazu gebracht, Kennedy zu erschießen. Der von einem scheinbaren Kommunisten ausgeführte Mord sollte die USA dazu bewegen, Krieg gegen Kuba zu führen und das Castro-Regime zu beseitigen. Dieselbe These des Mordes als Teil einer Verschwörung gegen seine Regierung wurde auch von Fidel Castro vertreten, so erstmals in einer öffentlichen Rede in Havanna im November 1963.

#### Israel
Da Kennedy einigen Druck auf Israel ausgeübt hatte, um ein Ende von dessen Atomprogramm zu erreichen, wurde „den Juden“ vorgeworfen, sie würden hinter dem Attentat stecken. In kontrafaktischer Spekulation wird dabei unterstellt, dass Israel keine Atombomben hätte bauen können, wenn Kennedy weitergelebt hätte.

#### Edgar Hoover
Der 68-jährige FBI-Chef J. Edgar Hoover (1895–1972) soll versucht haben, die Kennedy-Brüder zu erpressen, ihn auch nach Überschreiten seines siebzigsten Lebensjahres im Amt zu halten, doch ohne Erfolg. Außerdem habe er die liberalen Ansichten der Kennedys und ihren Lebensstil verachtet. Daher habe er Weisung gegeben, die Mordpläne der Mafia nicht zu stören, Informationen über Oswalds Verwicklung in das Mordkomplott nicht weitergegeben und so zu seinem Gelingen beigetragen. Nach dem Attentat habe er alle Indizien über eine Verwicklung der Mafia nach Kräften unterdrückt und sich für die Einzeltäterthese starkgemacht. 1964, einige Tage vor seiner Aussage in der Warren-Kommission, wurde er von Kennedys Nachfolger Johnson zum FBI-Direktor auf Lebenszeit ernannt.

#### Militärisch-industrieller Komplex
Der so genannte militärisch-industrielle Komplex der USA, der sich angeblich auf eine Eskalation des Vietnamkrieges vorbereitete, nachdem sich Frankreich 1954 aus Indochina zurückgezogen hatte, müsse gewusst haben, dass Kennedy bereits einen Rückzugsplan bis zum Jahr 1965 erwog. Zusätzlich habe es starke Verärgerung im amerikanischen Militär- und Geheimdienstapparat über den Umstand gegeben, dass Kennedy keine offene Militärunterstützung für die Schweinebucht-Invasion auf Kuba gewährt hatte, die von der CIA mit organisiert worden war. Im Gegenteil hatten die USA im Rahmen der Kubakrise der Sowjetunion zugesagt, von weiteren Versuchen der Invasion Kubas abzusehen. Vor dem gestiegenen Einfluss des militärisch-industriellen Komplexes in den USA hatte bereits Kennedys Vorgänger Dwight D. Eisenhower gewarnt.

## Stand der Diskussion
Täterschaft und Hintergründe des Kennedy-Attentats sind umstritten. Nach jährlichen Gallup-Umfragen seit 1963 glaubten jeweils nur zwischen 10 und 36 % der befragten US-Bürger (2013: 30 %) an einen Einzeltäter. 50 bis 81 % (2013: 61 %) glaubten an mehrere Täter, wobei die meisten davon die Mafia als Auftraggeber vermuteten. Die Prozentanteile für die Einzeltäterthese sind seit 2001 stetig gestiegen, die für die Mehrtäterthese stetig gesunken.
Die Zahl der Buchveröffentlichungen zum Kennedy-Mord, die die Einzeltäterthese anzweifeln, wird auf der Grundlage einer Spezialbibliographie auf mehrere Tausend geschätzt. Von wenigen Ausnahmen abgesehen stammen sie aber allesamt nicht von ausgebildeten Historikern. Der britische Literaturwissenschaftler Peter Knight schreibt in seiner Geschichte der Darstellungsweisen des Attentats:

„Akademische Historiker und Kennedy-Biographen weisen einen auffallenden Mangel an Konzentration auf die spezifischen Einzelheiten des Attentats auf […] Seit den 1960er Jahren ist die Repräsentation des Kennedy-Mordes ein Feld entweder von Darstellungen über Verschwörungen geworden, die von nichtprofessionellen Geschichtsschreibern ohne Verankerung im Establishment stammen oder von Romanciers, Künstlern und Filmemachern. Jedoch haben Mainstream-Journalisten und Biographien sowie Geschichtswerke implizit Licht auf das Attentat geworfen, als die Diskussionen über Kennedys Tod sich auch in Debatten über das Erbe seiner Regierung und das Jahrzehnt, das er repräsentierte, ergingen.“

Die Einzeltäterthese wurde das „dominierende Paradigma“ zum Kennedy-Mord. Auch die meisten historischen oder politikwissenschaftlichen Darstellungen über Leben und Politik Kennedys folgen, sofern sie auf Kennedys Tod überhaupt eingehen, der Alleintätertheorie. Nach dem Berliner Geschichtsprofessor Knud Krakau neigen Historiographie und seriöse Publizistik deswegen dazu, eine Alleintäterschaft Oswalds anzunehmen, weil „alle Alternativen noch weniger überzeugen“.

Die Literaturwissenschaftlerin Eva Horn dagegen sieht den Fall als unaufgeklärt an: Dadurch, dass dem Aufklärungswissen der ermittelnden Behörden nicht zu trauen sei und zentrale Beweismittel, nämlich der Zapruder-Film und die Obduktionsberichte, unter Fälschungsverdacht gestellt wurden, gerate das Indizien-Paradigma in eine Aporie. In der „Kakophonie“ der verschiedenen „Enthüllungen“ sei jeder Versuch, die Wahrheit darzustellen, nur eine weitere Fiktion „in ständiger Reflexion auf andere, konkurrierende Versionen des Geschehens […] Mit JFK wird die Fiktionalität des Politischen selbstreflexiv“. Auch der amerikanische Politikwissenschaftler Daniel C. Hellinger hält eine Verwicklung Dritter in das Attentat für plausibel und zitiert dazu einen pakistanischstämmigen Kollegen: 

„Wenn ein einzelner Attentäter, der bereits den Sicherheitskräften bekannt war, wegen der Ermordung des pakistanischen Premierministers verhaftet worden wäre und dann der Attentäter seinerseits auf einer Polizeistation erschossen worden wäre von einem Schützen mit engen Verbindungen zur Polizei und zur Unterwelt, und dann würde sich herausstellen, dass der anschließende Untersuchungsausschuss vom neuen Anführer zu einer vorher festgelegten Schlussfolgerung gelenkt worden wäre – würden Sie dann denken, dass nichts Seltsames passiert ist?“

Seine eigene Haltung in der Täterfrage nennt Hellinger agnostisch.
Laut Michael Butter bildete das Kennedy-Attentat eine Zäsur im Umgang mit Verschwörungstheorien: Während in vorangegangenen Jahrzehnten die öffentlichen Debatten in den USA darum kreisten, ob eine bestimmte Verschwörungstheorie zutraf oder nicht, begannen die politischen Eliten und die Medien nach 1963, die Grundlagen dieser Art zu denken in Frage zu stellen und sich Sorgen zu machen über die Auswirkungen, die sie haben könnte: So seien Verschwörungstheorien verstärkt zum Gegenstand des Diskurses geworden, auch wenn man im Ganzen weniger an sie geglaubt habe.

## Künstlerische Rezeption
Das Kennedy-Attentat und die sich daran anknüpfenden Verschwörungstheorien sind mittlerweile fester Bestandteil der amerikanischen Kultur. In unterschiedlichen Medien hat das Thema, oft in einer von der Einzeltäterthese abweichenden Gestalt, künstlerischen Ausdruck gefunden.

### Belletristik
In dem 1975 erschienenen Roman Illuminatus! von Robert Anton Wilson und Robert Shea, einer Satire über Verschwörungstheorien, wird geschildert, wie Kennedy an der Dealy Plaza von fünf verschiedenen Schützen gleichzeitig ermordet wird.
Der postmoderne Romancier Don DeLillo erzählt in seinem 1988 erschienenen Roman Libra, wie CIA-Agenten Oswald, den eigentlichen Protagonisten des Buches, dahin manipulieren, das Attentat vorzubereiten, das sie eigentlich scheitern lassen wollen. Warum es dann doch gelingt, lässt der Autor offen. Für DeLillo ist das Kennedy-Attentat ein Medienereignis, ein Beispiel für den Verlust einer kohärenten Realität, den Fernsehzuschauer durch die mediale Überrepräsentation von Gewalt und die Überfülle an teils widersprüchlichen Informationen dazu erleiden. Am Ende wird Oswald sozusagen doppelt erschossen: mit Jack Rubys Revolver und mit den laufenden Fernsehkameras. Die Literaturwissenschaftlerin Eva Horn nennt DeLillos Roman „den wohl besten literarischen Text über das Attentat“.
Der amerikanische Schriftsteller Norman Mailer setzte sich mit dem Attentat auf Kennedy in zwei Büchern auseinander, die beide unterschiedliche Thesen zur Täterschaft vertraten. Nachdem er schon lange den Warren-Bericht scharf kritisiert hatte, veröffentlichte er 1991 den Roman Harlot’s Ghost, in dem er den Protagonisten, den CIA-Agenten namens Harry Hubbard, darüber spekulieren lässt, ob nicht Leute aus seiner eigenen Behörde den Mord an Kennedy organisiert oder die wahren Hintergründe vertuscht haben könnten. 1995 folgte dann eine umfangreiche Biographie Lee Harvey Oswalds. Die Genre-Einordnung dieses Buches ist schwierig: Mailer selbst nannte es „eine besondere Sorte Sachbuch, die man als Krimi einsortieren kann“, der Literaturwissenschaftler Peter Knight nennt es einen „Sach-Roman“. Das Werk basiert unter anderem auf Material, das Mailer in den inzwischen geöffneten Archiven des KGB gefunden hatte, sowie auf Interviews mit ehemaligen sowjetischen Agenten, die Oswald während seines Aufenthalts in der Sowjetunion überwacht hatten. Aus diesen Quellen zog Mailer nunmehr den Schluss, dass Oswald als Einzeltäter gehandelt habe.
Der amerikanische Autor Stephen King veröffentlichte 2011 den Roman Der Anschlag. Darin hindert der Ich-Erzähler Jake Epping mittels einer Zeitreise Lee Harvey Oswald daran, sein Attentat auf John F. Kennedy auszuführen. Bei seiner Rückkehr in die Gegenwart stellt sich aber heraus, dass diese durch den veränderten Lauf der Weltgeschichte viel schlimmer geworden ist: Der Vietnamkrieg, den Epping eigentlich hatte verhindern wollen, fand auch unter Kennedy statt, das Civil Rights Act of 1964 gab es nie, Kennedys Nachfolger im Präsidentenamt wurde George Wallace, ein Anhänger der Rassentrennung, der die USA in einen Atomkrieg führte usw. Epping gelingt es, diese Änderung der Geschichte wieder rückgängig zu machen.

### Film
Eine erste Auseinandersetzung mit dem Kennedy-Attentat lieferte 1973 der Regisseur David Miller mit dem Film Unternehmen Staatsgewalt. Der Politthriller mit Burt Lancaster in der Hauptrolle wagt dazu eine Spekulation, der zufolge sich reiche und mächtige amerikanische Industrielle, hohe Geheimdienstoffiziere und Rechtsradikale verschworen haben, John F.Kennedy in Dallas zu ermorden und Lee Harvey Oswald als Sündenbock zu präsentieren. Auch I wie Ikarus von Henri Verneuil aus dem Jahr 1979 bezieht sich auf das Kennedy-Attentat. Zwar trägt der erschossene Präsident eines namentlich nicht genannten Staates den (französischen) Namen Marc Jary, aber der Handlungsverlauf ist eng an die Ereignisse von Dallas angelehnt; so trägt z. B. der angebliche Attentäter den Namen „Daslow“ (ein Anagramm für „Oswald“). Ähnlich wie in der Version Jim Garrisons entpuppt sich das Attentat schließlich als eine Verschwörung des Geheimdiensts, die von Generalstaatsanwalt Volney (gespielt von Yves Montand) aufgedeckt wird.
1991 löste der amerikanische Regisseur Oliver Stone mit seinem Film JFK – Tatort Dallas eine heftige Kontroverse aus. Stone hatte die Rechte an dem 1989 erschienenen Buch Crossfire. The Plot That Killed Kennedy des Verschwörungstheoretikers Jim Marrs erworben und auch selber ausgiebige Recherchen zum Kennedy-Attentat angestellt. Sein Film erzählt die Recherchen Jim Garrisons (gespielt von Kevin Costner) und seine misslungene Strafverfolgung Clay Shaws aus einer sympathisierenden Perspektive und ergibt in der Summe „ein Destillat der meisten der verschiedenen Verschwörungstheorien, die Attentatsforscher über die Jahre verbreitet hatten“. Dabei mischte er häufig authentisches Filmmaterial mit selbstgedrehten Szenen in schnellen Schnitten, sodass für die Zuschauer ununterscheidbar wurde, welche Bilder authentisch sind und welche nicht. Dafür wurde Stone von der amerikanischen Qualitätspresse als demagogisch kritisiert: Er verdrehe die Geschichte, erfinde Personen und ziehe den Ruf von anderen, die real existiert haben, in den Schmutz, er mische in unverantwortlicher Weise Spekulationen und Tatsachen und beeinflusse in unfairer Weise das Geschichtsbild jüngerer Zuschauer. Stone hielt dagegen, sein Film sei als „Gegen-Mythos“ konzipiert, den er dem von der Warren-Kommission verbreiteten „Mythos“ von der Alleintäterschaft Oswalds gegenüberstellen wolle. Er sehe seinen Ansatz eher postmodern, ähnlich wie in Akira Kurosawas Film Rashomon – Das Lustwäldchen aus dem Jahr 1950, der drei verschiedene Versionen desselben Geschehens zeigt; es komme ihm darauf an, die Diskussion über das Attentat neu zu eröffnen. Tatsächlich wurde das Kennedy-Attentat in der Folgezeit wieder intensiv diskutiert. Auch an der Kinokasse war JFK – Tatort Dallas ein großer Erfolg.
Der 1991 entstandene Spielfilm Jack Ruby – Im Netz der Mafia spekuliert über die Motivation und Hintergründe von Ruby (dargestellt von Danny Aiello). Unter anderem zeigt er Ruby als einen emotional instabilen, Publicity-hungrigen Menschen und beleuchtet dessen langjährige Verbindungen sowohl zur Mafia als auch zur Polizei in Dallas sowie seine Tätigkeit als FBI-Informant.
Im Spielfilm In the Line of Fire – Die zweite Chance aus dem Jahr 1993 leidet der von Clint Eastwood gespielte Protagonist, der Secret-Service-Agent Frank Horrigan, darunter, dass er im November 1963 Kennedys Leben nicht hatte retten können. Er meldet sich trotz seines fortgeschrittenen Alters erneut zum Dienst als Personenschützer und kann ein Attentat eines psychopathischen Mörders (gespielt von John Malkovich) auf den aktuellen Präsidenten verhindern. Bilder, die Eastwood gemeinsam mit Kennedy zeigen, wurden durch Morphing geschaffen.
Im Vorspann des Films Watchmen – Die Wächter aus dem Jahr 2009 sieht man in einer an den Zapruder-Film angelehnten Einstellung, wie der Comedian, einer der Protagonisten des Films, vom Grashügel aus den tödlichen Kopfschuss auf Kennedy abgibt.
Zum 50. Jahrestag des Attentats erschien 2013 der Spielfilm Parkland, der aus verschiedenen Blickwinkeln die ersten Stunden und Tage nach dem Attentat erzählt: die vergeblichen Versuche der Ärzte und Schwestern im (titelgebenden) Parkland Memorial Hospital, Kennedys und zwei Tage später Lee Harvey Oswalds Leben zu retten; die Entstehung und Entwicklung des Zapruder-Films; Maßnahmen des FBI und des Secret Service, aber auch die Ereignisse in Oswalds zerrütteter Familie, nachdem diese vom Attentat erfährt.
Mit dem im Juli 2021 uraufgeführten Dokumentationsfilm JFK Revisited: Through the Looking Glass kehrt der Regisseur Oliver Stone nach 30 Jahren zum Thema seines Spielfilms JFK – Tatort Dallas zurück. Darin zieht Stone viele der bereits angezweifelten Fakten der offiziellen Darstellung des Attentats erneut in Zweifel und kommt anhand neu freigegebener Verschlusssachen zu dem umstrittenen Ergebnis, dass die ungeklärten Fragen und Widersprüche des Falls keine „Verschwörungstheorien“ mehr, sondern „Verschwörungstatsachen“ seien.

### Popmusik
Im Lied Sympathy for the Devil aus dem 1968 aufgenommenen Album Beggars Banquet lassen die Rolling Stones den Teufel die Frage nach der Täterschaft bei den Mordanschlägen auf John F. Kennedy und seinen Bruder Robert beantworten: „After all, it was you and me“ („Alles in allem waren es du und ich“). In der ersten Fassung hatte sich Texter Mick Jagger noch allein auf das Attentat von 1963 bezogen; nachdem am 6. Juni 1968 auch Robert Kennedy erschossen worden war, änderte er die Textzeile entsprechend.
Der Name der 1978 gegründeten kalifornischen Punk-Band Dead Kennedys bezieht sich auf die Ermordungen der Brüder John F. und Robert Kennedy.
Das Lied Dallas 1PM (auf dem Album Strong Arm of the Law, 1980) der britischen Heavy-Metal-Band Saxon handelt von dem Attentat.
Lou Reed schildert in dem Song The Day John Kennedy Died (auf dem Album The Blue Mask, 1982) detailliert, wie er von dem Attentat erfuhr und welche emotionalen Reaktionen die Nachricht auslöste.
Das Attentat ist eines der zahlreichen Ereignisse der amerikanischen Zeitgeschichte, die Billy Joel in seinem Lied We Didn’t Start the Fire 1989 aneinanderreiht.
Im Song Civil War der Band Guns n’ Roses endet Axl Rose in einer Strophe über das Attentat mit der Textzeile „..in my first memories they shot Kennedy“.
Die schottische Shoegazing-Band The Jesus and Mary Chain provozierte 1992 mit den Zeilen „I want to die just like Jesus Christ“ und „I want to die just like JFK“ einen Boykott ihrer aktuellen Single Reverence bei der Fernsehsendung Top of the Pops der BBC.
Im Musikvideo zum Song Coma White von Marilyn Manson, der sich auf dem Album Mechanical Animals von 1998 befindet, stellt der Schockrocker, den man in der Rolle des US-Präsidenten sieht, das Kennedy-Attentat nach. In der Rolle der Präsidentengattin sieht man die Schauspielerin Rose McGowan.
Der Deutschrapper SpongeBOZZ thematisierte das Attentat 2014 in dem Song John F. Kennedy.
Der Kennedy-Mord ist Kernelement des im März 2020 veröffentlichten, knapp 17-minütigen Songs Murder Most Foul von Bob Dylan.